# Absinthe (spiritueux)
Pour les articles homonymes, voir Absinthe.
L’absinthe est une eau-de-vie aromatique à base d’armoise (Artemisia absinthium), d’anis vert et de fenouil, dont l’usage remonte à l’Antiquité, notamment mentionnée dans le Papyrus Ebers (vers 1550 av. J.-C.) et utilisée par Pythagore et Hippocrate comme remède amer pour digestions difficiles et vers intestinaux. Bien que des traditions régionales d’infusions existaient auparavant, la première version distillée moderne est attribuée au docteur Pierre Ordinaire à Couvet (Suisse) vers 1792, formule reprise par les sœurs Henriod et achetée en 1797 par le major Dubied puis par Henri‑Louis Pernod, à l’origine de la première distillerie Pernod Fils ouverte en 1805 à Pontarlier, ville française du département du Doubs.
Devenu symbole de la Belle Époque, ce spiritueux fortement alcoolisé (entre 68 et 72 °) connut une popularité fulgurante en France ; la région de Franche‑Comté comptait plus de cinquante distilleries au début du XXe siècle. Toutefois, des versions de mauvaise qualité et les discours alarmistes sur la thuyone, accusée d’effets hallucinogènes, menèrent à sa prohibition dans plusieurs pays : la Suisse en 1910, la France en 1915 et l’Europe continentale peu après.
Sa réhabilitation s'opère progressivement à partir des années 1990 : le Royaume-Uni n'avait jamais interdit l’absinthe et fut le premier terrain de son renouveau commercial, suivi par la légalisation en Suisse dès 2005. Au sein de l’Union européenne, la réglementation harmonisée sur les teneurs maximales en thuyone a été établie en 1988 mais, en France,  ce n’est qu'en 2011 que le Sénat a voté l’abrogation de l’interdiction portant sur l’usage du nom « absinthe ». La boisson connaît un regain d'intérêt international depuis le début du XXIe siècle, avec la relance de marques historiques et un usage retrouvé dans la mixologie contemporaine, tout en étant strictement encadrée.

## Histoire

### Origine
L'origine précise de l'absinthe est incertaine. En Égypte ancienne, l'usage médical d'extraits d'absinthe est mentionné dans le Papyrus Ebers (entre 1600 et 1500 av. J.-C.). Pythagore et Hippocrate (460-377 av. J.-C.) parlent d'alcool d'absinthe et de son action sur la santé, son effet aphrodisiaque et sa stimulation de la création. Les Grecs anciens consommaient du vin aux extraits d'absinthe, absinthites oinos. Le poète latin Lucrèce, au début du livre quatrième de son ouvrage De la nature des choses, mentionne les vertus thérapeutiques de l'absinthe, que l'on fait boire aux enfants malgré l'amertume du breuvage grâce à un peu de miel au bord d'une coupe. Les décoctions d'absinthe dans le vin ont été recommandées par Hildegarde de Bingen comme vermifuges. Les vins d'absinthe, dans lesquels les feuilles d'absinthe sont fermentées en même temps que les raisins, sont documentés pour le XVIe siècle. Ils avaient la réputation d'être des remèdes particulièrement efficaces pour l'estomac.
Ce n'est que vers la fin du XVIIIe siècle que l'on trouve la première trace attestée d'absinthe distillée contenant de l'anis vert et du fenouil. La légende veut que ce soit le docteur Pierre Ordinaire (1742-1821), qui ait inventé la recette vers 1792. Les travaux de Marie-Claude Delahaye et de Benoît Noël ont montré que cette recette devait également beaucoup à une herboriste suisse du canton de Neuchâtel : Henriette Henriod pour M.C. Delahaye ou Suzanne-Marguerite Henriod pour B. Noël. Celle-ci aurait mis au point la première recette d'absinthe, qui était un breuvage médicinal. Cette question ne semble toutefois pas définitivement tranchée,.
Quoi qu'il en soit, le major Dubied acquiert la recette auprès de la mère Henriod en 1797 et ouvre, avec son gendre Henri-Louis Pernod (dont le père est bouilleur de cru), la première distillerie d'absinthe à Couvet en Suisse. On trouve dans le livre de raison de ce dernier la première recette d'absinthe apéritive, datée de 1797. Ils fondent en 1798 la première distillerie, la maison Dubied Père & Fils. En 1805, Henri-Louis Pernod prend ses distances avec son beau-père et monte sa propre distillerie à Pontarlier en Franche-Comté : Pernod Fils qui deviendra la première marque de spiritueux français.

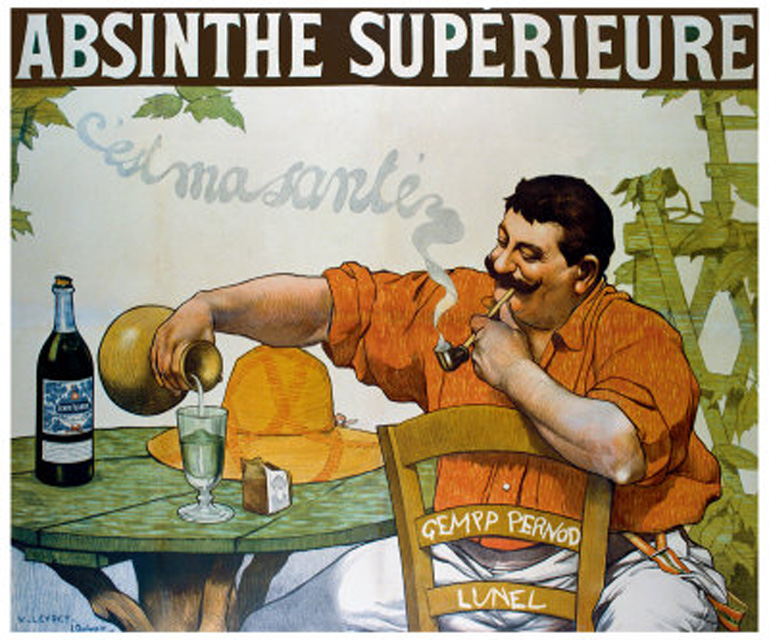
Absinthe supérieure. Gempp Pernod Lunel, affiche lithographiée de Victor Leydet, avant 1904.

Pendant une trentaine d'années, l'absinthe reste une boisson régionale essentiellement consommée dans la région de Pontarlier, qui devient la capitale de l'absinthe (en 1900, vingt-cinq distilleries emploieront 3 000 des 8 000 Pontissaliens malgré la lutte contre l'alcoolisme menée par le député de la région Philippe Grenier). En 1830, les soldats français colonisent l'Algérie et les officiers leur recommandent de diluer quelques gouttes d'absinthe dans l'eau pour faire passer les désagréments de la malaria et de la dysenterie. Les soldats, à leur retour en France, popularisent cette boisson à travers tout le pays. Titrant 68 à 72° dans la bouteille, l'absinthe est alors diluée dans des verres hauts et larges (à un volume d'absinthe sont ajoutés six à sept volumes d'eau fraîche versée goutte à goutte sur un sucre posé sur une cuillère percée, elle-même placée sur le verre afin d'exhaler ses arômes) ; d'autres amateurs pratiquent une « purée » (dilution moindre jusqu'à la boire pure).

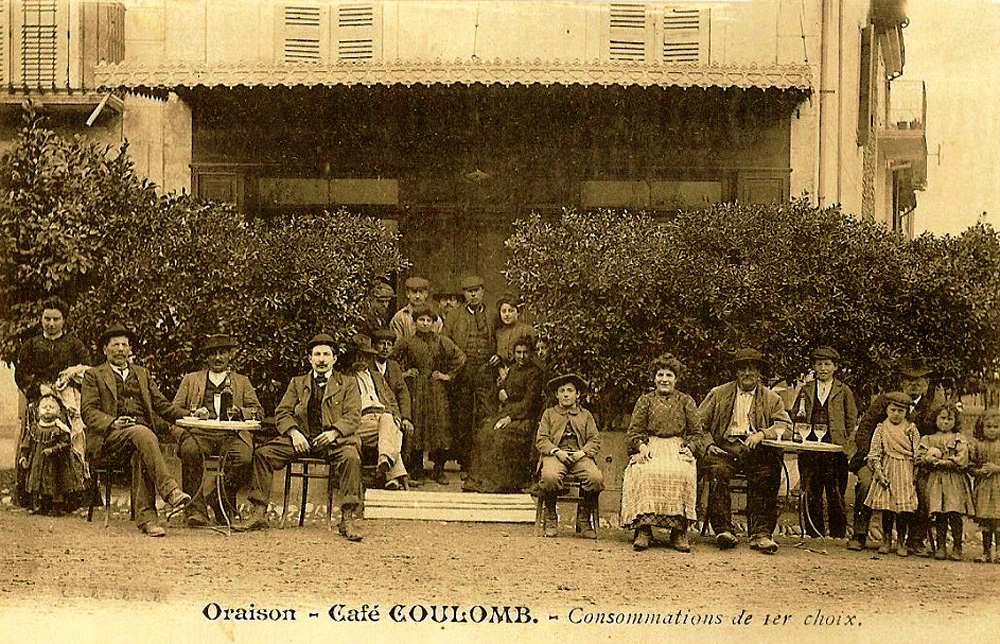
Buveurs d'absinthe à Oraison.

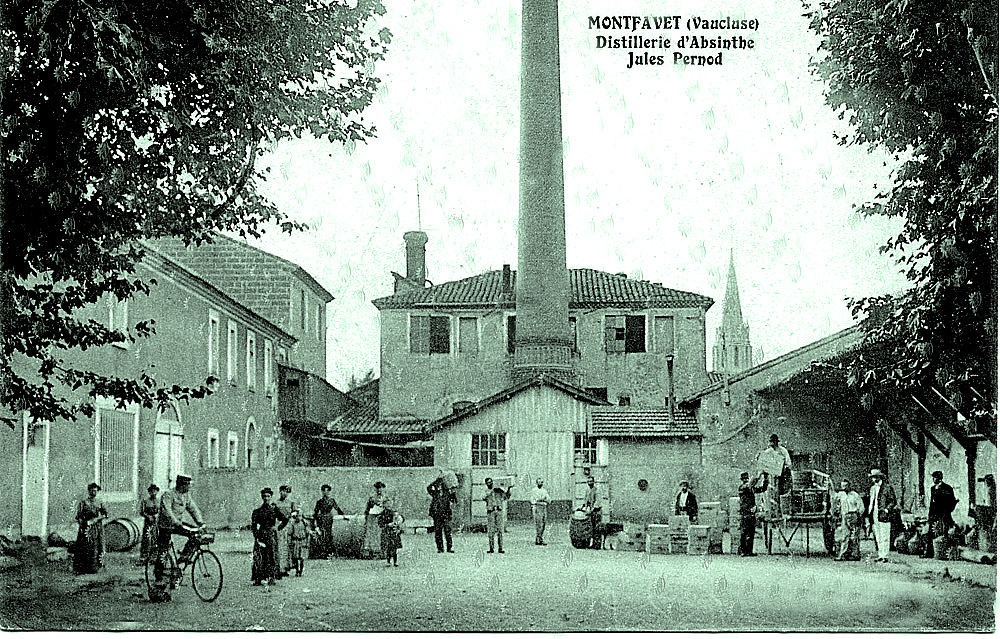
Distillerie d'absinthe Jules Pernod à Montfavet.

Relativement chère au début des années 1850, elle est surtout consommée par la bourgeoisie, devenant la « fée verte des boulevards ». Puis, sa popularité ne cesse de grandir puisqu'en 1870, début de la guerre franco-prussienne, l'absinthe représente 90 % des apéritifs consommés en France. En 1860, à Avignon, Jules-François Pernod fonde la société Jules Pernod, d'abord spécialisée dans l'extraction de la garance, qu'il transforme en 1872 en Société Pernod père et fils, puis à partir de 1884, il se lance dans la distillation de l'extrait d'absinthe dans son usine de Montfavet. La production d'absinthe augmente, entraînant une diminution des prix et une popularité grandissante.
La période de 1880 à 1914, début de la Première Guerre mondiale, marque une explosion de la production et une chute drastique des prix. La production française passe de 700 000 litres en 1874 à 36 000 000 de litres en 1910. Des absinthes de mauvaise qualité, surnommées « sulfates de zinc » en raison de la coloration obtenue grâce à ce composé chimique, prolifèrent. Un verre d'absinthe est alors moins cher qu'un verre de vin.
À cette époque, la Franche-Comté compte à elle seule une cinquantaine de distilleries. Mais aussi Paris (70 distilleries), Bordeaux (environ 50), Marseille (45), Lyon (environ 20), Dijon (environ 10). La France compte alors un millier de marques d'absinthes.
Le 11 août 1901, l'usine Pernod à Pontarlier prend feu et un employé de l'usine prend l'initiative de vider les cuves d'absinthe dans le Doubs, afin d'éviter qu'elles n'explosent. On raconte que les soldats en garnison à Pontarlier remplissaient leur casque de ce breuvage. Le lendemain, on en retrouvait des traces à la source de la Loue, ce qui permit de découvrir l'origine de cette rivière (pour partie une résurgence karstique du Doubs) et fit de l'événement le premier traçage par coloration de l'histoire de l'hydrogéologie, certes involontaire.

### Interdiction

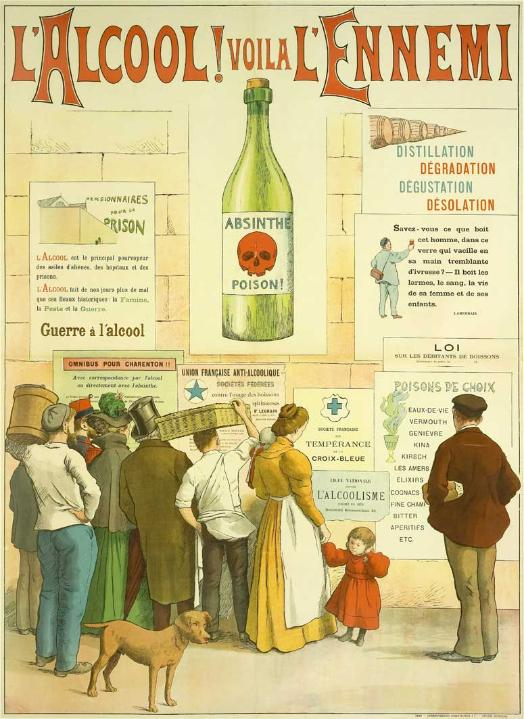
Affiche de Frédéric Christol imprimée en France en 1910. « Omnibus pour Charenton ! Avec correspondance par l'alcool ou directement avec l'absinthe. »

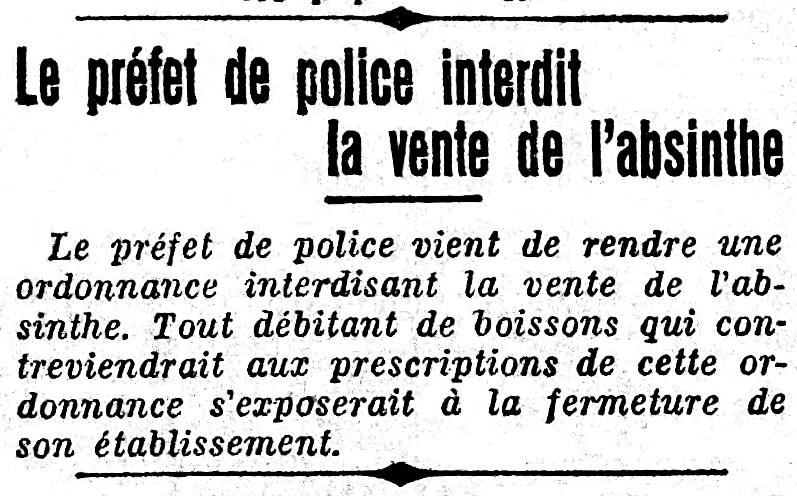
Interdiction à Paris dès août 1914.

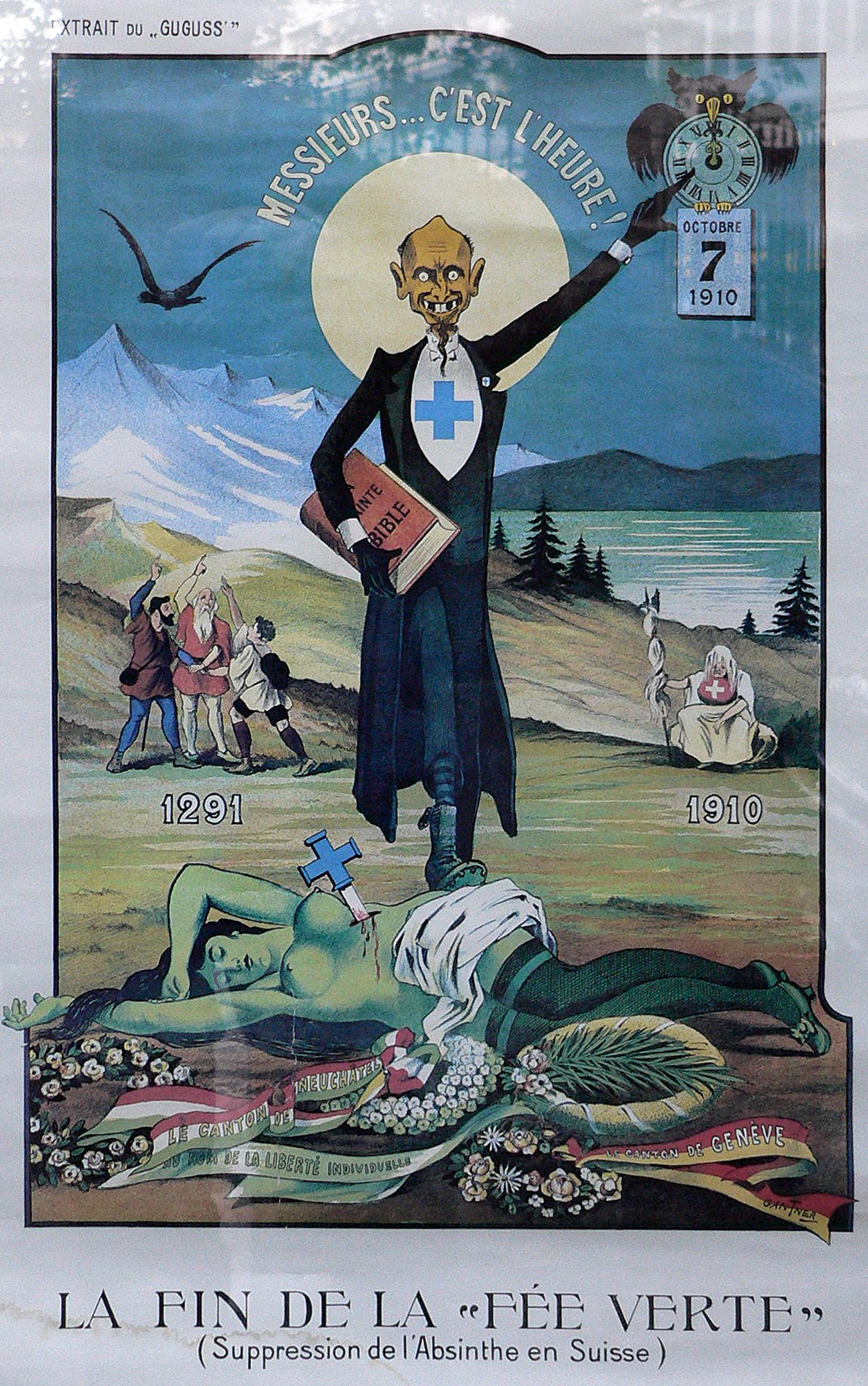
Affiche critiquant l'interdiction de l'absinthe en Suisse, au début du XXe siècle.

L'absinthe connaît un vif succès au XIXe siècle, mais elle est accusée de provoquer de graves intoxications (car elle contient entre autres du méthanol, un alcool neurotoxique), décrites notamment par Émile Zola dans L'Assommoir et ayant probablement alimenté la folie de certains artistes de l'époque (Van Gogh, Toulouse-Lautrec…)[source insuffisante]. Elle est également connue pour son effet abortif,.
En Suisse, le 28 août 1905, Lanfray, un ouvrier viticole, tue femme et enfants après s'être saoulé à l'absinthe. L'affaire provoque une émotion considérable, attisée par les producteurs de vin romands qui trouvent ici le prétexte parfait pour demander l'interdiction de l'absinthe par votation populaire. Le 5 juillet 1908, le peuple suisse vote sa pénalisation (63,5 % des votants), interdisant « la fabrication, l'importation, le transport, la vente, la détention pour la vente de la liqueur dite absinthe dans toute l'étendue de la Confédération ». Au moment de l'interdiction, le Val-de-Travers, berceau de l'absinthe, compte 14 distilleries, 200 employés et plus de 300 000 m2 de cultures d'absinthes.
Dès 1875, les ligues antialcooliques (groupées autour de Louis Pasteur et de Claude Bernard et qui seront à l'origine de l'Association nationale de prévention en alcoologie et addictologie), les syndicats, l'Église catholique, les médecins hygiénistes, la presse, se mobilisent contre « l'absinthe qui rend fou ». En 1906, le Comité national de défense contre l'alcoolisme recueille 400 000 signatures dans une pétition. En 1907, une grande manifestation, à l'instigation du journal Le Matin et soutenue par les ligues antialcooliques, a lieu à Paris. Leur mot d'ordre : « Tous pour le vin, contre l'absinthe ».
L'Académie de médecine crée même le terme « absinthisme » pour désigner un alcoolisme à l'absinthe, qui tient compte des nombreux méfaits qui lui sont alors attribués : aliénation mentale, épilepsie, convulsions, paralysies périphériques et même tuberculose.
En 1908, le groupe antialcoolique qui s'est constitué au Sénat veut faire voter trois mesures :
- interdiction de l'absinthe ;
- limitation du nombre des débits de boissons ;
- suppression du privilège des bouilleurs de cru.

Ceci conduit à son interdiction dans de nombreux pays : en France, par une disposition préfectorale du 16 mars 1915 prise sous l'autorité de l'état de siège,, interdiction qui dure jusqu'au 18 mai 2011 ; en Suisse du 7 octobre 1910 au 1er mars 2005 car les ligues de vertu disaient d'elle « qu'elle rend fou et criminel, fait de l'homme une bête et menace l'avenir de notre temps ».
En réalité, il est clairement dit dans le projet d'interdiction de l'absinthe en France que la boisson est interdite pour lutter contre l'alcoolisme.
Lorsque la production d'absinthe commence à être la cible d'une vive campagne contre ses méfaits dès 1907, Jules-Félix Pernod a succédé à son père à la tête de l'entreprise familiale. Quand sa production est interdite par une loi du Parlement français votée le 16 mars 1915, il est le premier à se reconvertir en fondant en 1918 la marque « Anis Pernod » qui produira le premier pastis commercialisé. Son usine de Montfavet met aussi en marché d'autres produits anisés ou non comme le « Vin Pernod », le « Kunnel Korta », le « Velours » sans alcool ou toute une gamme d'anis à 30, 32, 35 et 40°.[pertinence contestée]
En 1926, les successeurs de Pernod de Pontarlier ayant déposé la marque « Anis Pernod fils », Jules-Félix Pernod dépose contre eux une plainte qu'il argumente ainsi : « Il y a en notre faveur une antériorité indiscutable, l'Anis Pernod ayant été déposé à la fin des hostilités de 1914-1918, alors que la marque Anis Pernod et fils ne l'a été que dans les premiers mois de 1926. Dès l'apparition des produits anisés, nous avons été et restons les premiers dans le monde, les seuls Pernod fabricants d'anis. Nous ajouterons que notre ancien concurrent Pernod fils, dont nous ne contestons nullement l'existence en tant que marque d'absinthe, n'a aucun droit à l'appellation Pernod pour l'anis, le succès de notre marque Pernod a fait et fera des envieux, nous en aurons raison ».[pertinence contestée]
Le procès est gagné en première instance et il est fait appel. Jules-Félix Pernod décède en 1928 mais le 4 décembre de cette même année, les deux établissements d'Avignon et de Pontarlier fusionnent pour devenir les « Établissements Pernod ».[pertinence contestée]

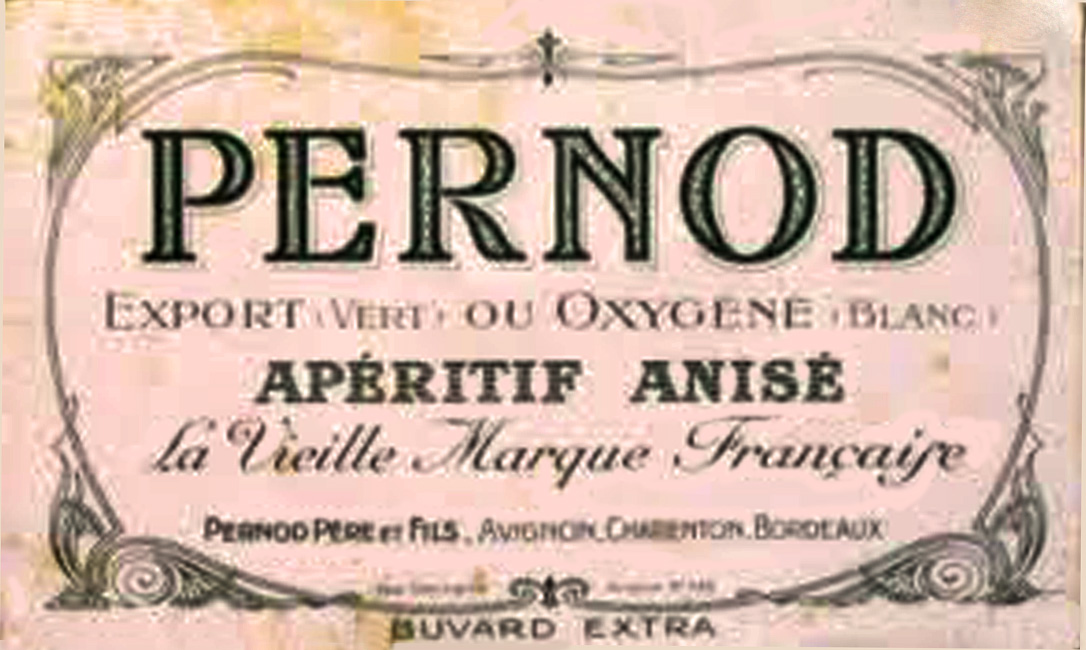
Buvard publicitaire Pernod père et fils.

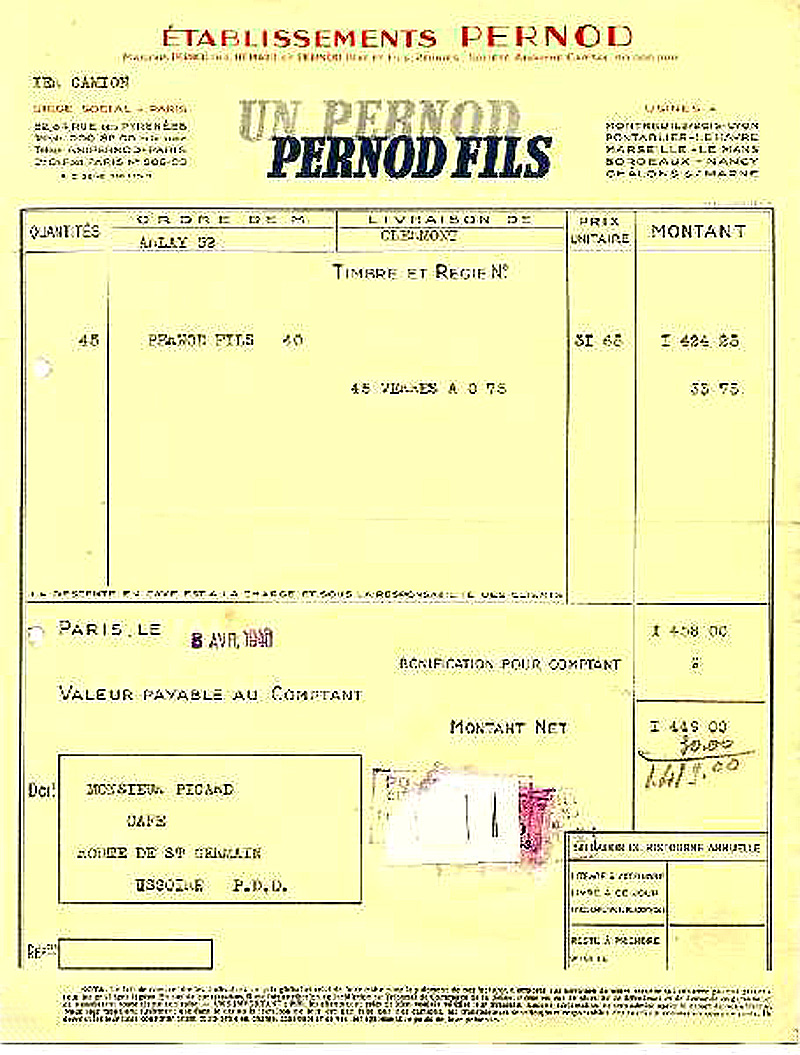
Facture des établissements Pernod.

Après l'interdiction de la fabrication, de la vente et de la consommation de l'absinthe et de ses similaires, d'autres anciennes marques d'absinthes se reconvertissent dans des anisés sans sucre qui se préparent comme l'absinthe (l'État autorise en 1920 la présence d'anis dans les spiritueux à 30° maximum avec un minimum de 200 grammes de sucre et ne devant pas avoir la couleur verte feuille morte[pas clair] qui rappelle l'absinthe). En 1932 (année de la libéralisation des anisés dont la teneur en sucres est déréglementée, le degré est relevé à 40°, ce qui les fait passer de statut de digestif à celui d'apéritif), Paul Ricard invente le pastis de Marseille, qui est le premier anisé à connaître un succès presque équivalent à celui de l'absinthe. En 1938, les anisés peuvent titrer 45°, ce qui permet la dissolution dans l'alcool de plus d'huiles essentielles d'anis, ce qui donne alors à cette boisson toute sa saveur.

### Rétablissement
Le 2 novembre 1988, un décret, signé par Michel Rocard, autorise et réglemente la présence de thuyone (principale molécule de l'huile essentielle d'absinthe, présente dans la grande et la petite absinthe) dans les boissons et l'alimentation, ce qui permet techniquement de produire à nouveau de l'absinthe en France. En 1999, la première absinthe française depuis 1915 est produite : la Versinthe verte, qui contient de la grande absinthe. Son apparition et son étiquetage (absinthe) met en évidence un hiatus entre le décret européen de 1988 et l'interdiction de l'absinthe en France de 1915 toujours en vigueur. Plutôt que d'abolir cette loi, le gouvernement pare au plus pressé en votant un aménagement du décret et en attribuant une nouvelle appellation légale à l'absinthe : « spiritueux aromatisé à la plante d'absinthe » et en complétant la réglementation européenne (35 mg/L de thuyone maximum) d'un taux de fenchone et de pinocamphone à ne pas dépasser (respectivement 5 mg/L et 10 mg/L). Depuis le 1er mars 2005, la distillation de l'absinthe est à nouveau autorisée en Suisse, afin de pouvoir demander une AOC et ainsi protéger l'appellation (à condition, entre autres, que la teneur en thuyone ne dépasse pas 35 mg/L).
Si, le 17 décembre 2010, le Parlement français abroge une loi interdisant aux producteurs français d'utiliser la dénomination « absinthe », en réaction à une demande d'IGP au profit des seuls producteurs du Val-de-Travers, cette indication géographique protégée suisse est confirmée par l'Office fédéral de l'agriculture le 16 août 2012 pour l'« absinthe », la « Fée verte » et « La Bleue », malgré de nombreuses oppositions, venant en particulier de la fédération française des spiritueux (FFS) et la Confédération européenne des producteurs de spiritueux qui ont déposé, en septembre de la même année, un recours contre cette décision auprès du Tribunal administratif fédéral. Ce dernier donnera raison aux opposants le 8 août 2014, en refusant d'accorder l'IGP au Val-de-Travers. Le 19 août, une Indication géographique est reconnue par l'INAO sous le nom d'« Absinthe de Pontarlier ».

### L'absinthe aujourd'hui

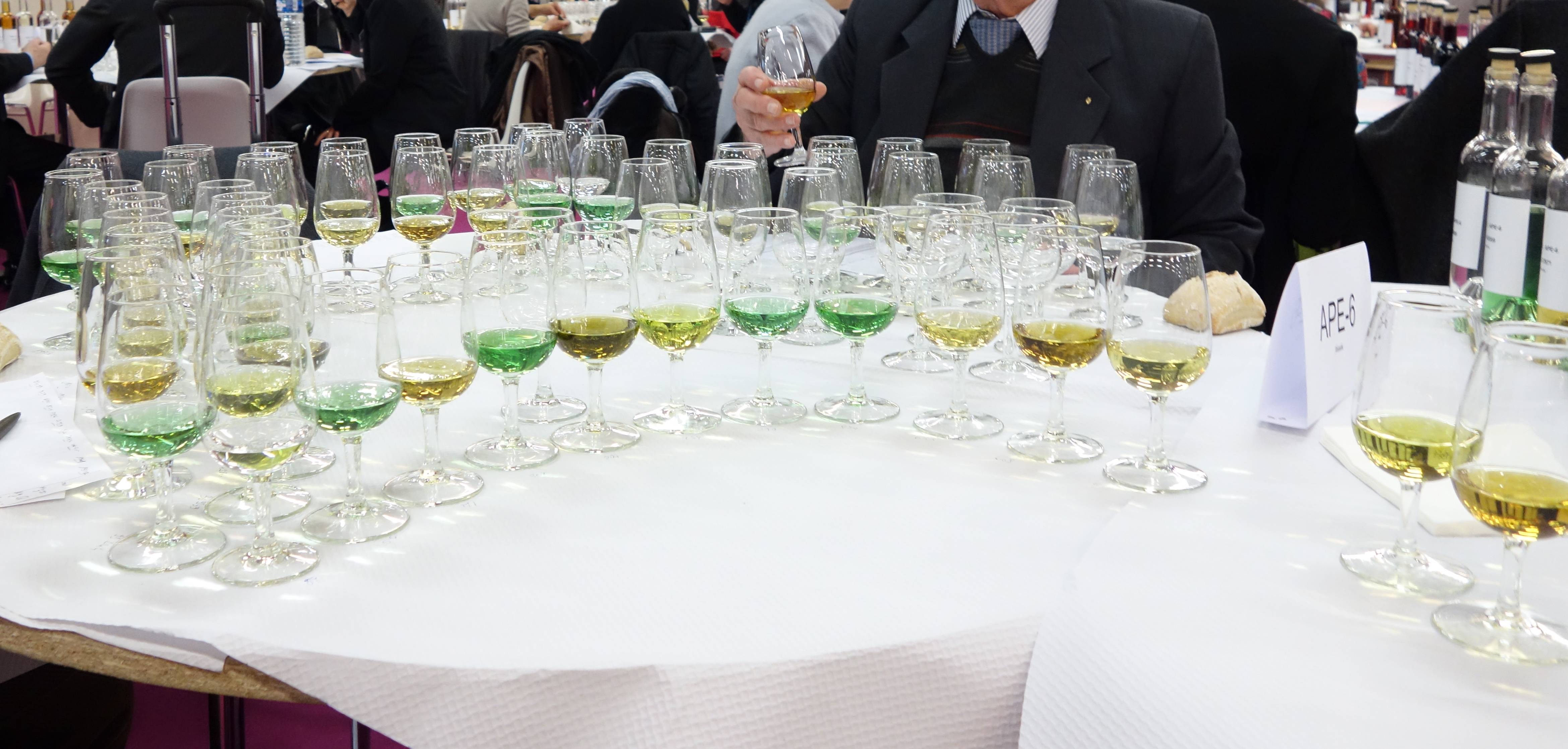
Dégustation d'absinthes au Concours général agricole de Paris en 2013.

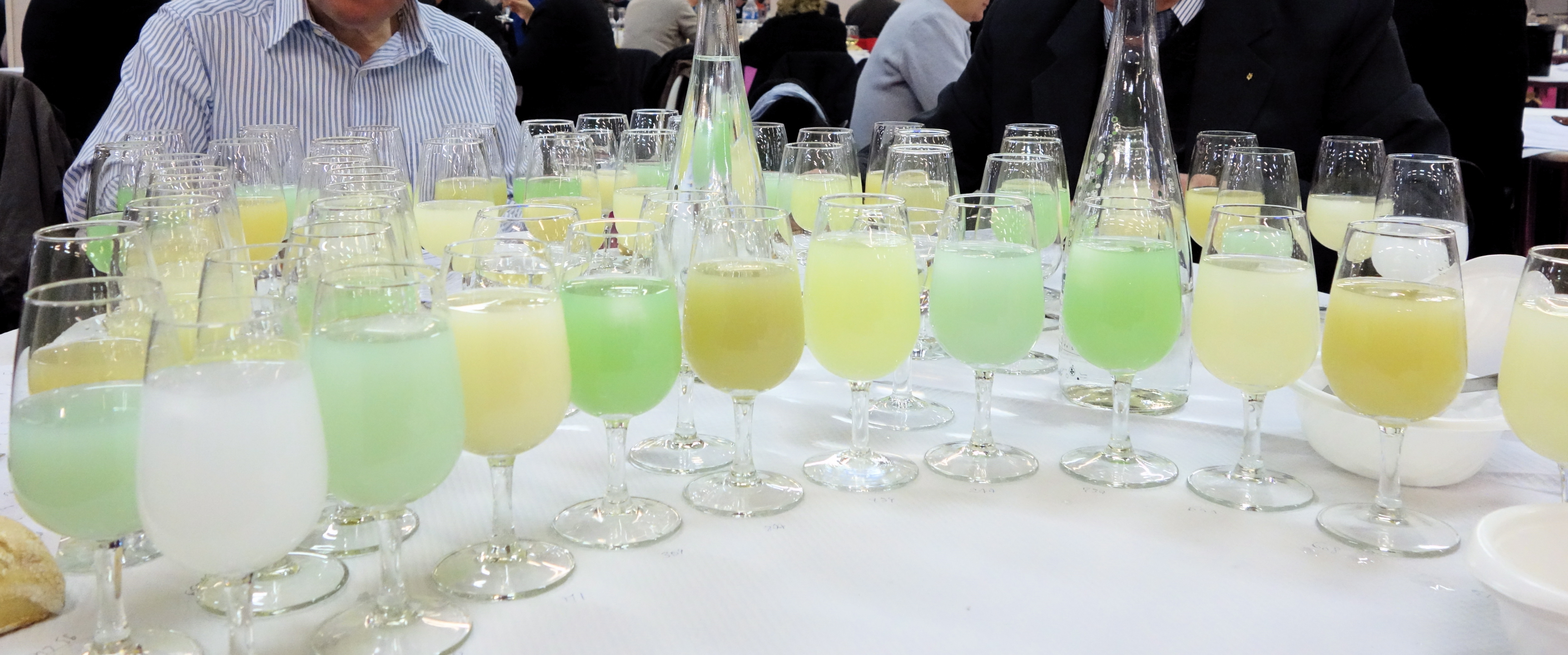
Dégustation d'absinthes au Concours général agricole de Paris en 2013, après ajout d'eau fraîche et de glaçons.

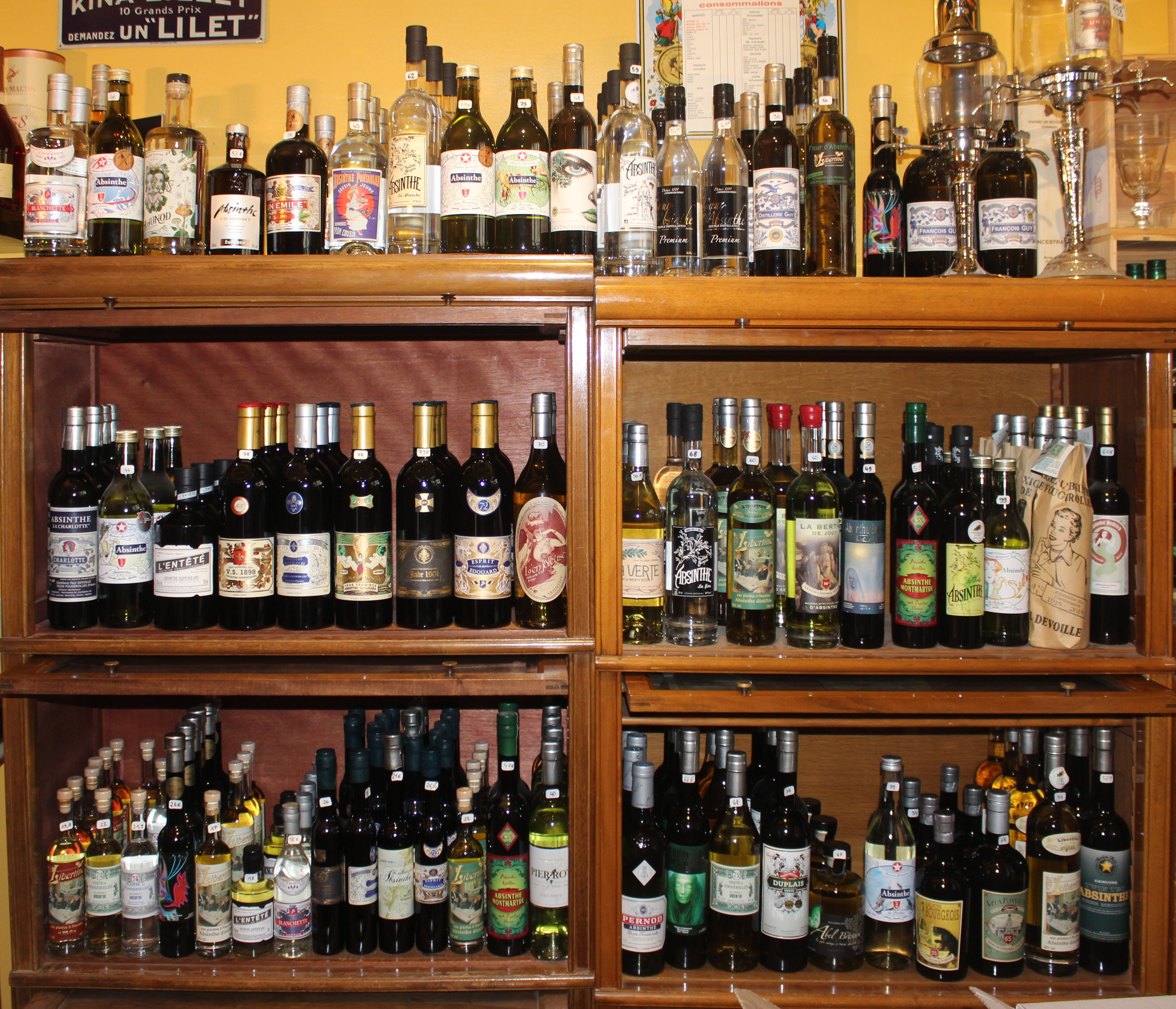
Un grand choix de bouteilles d'absinthe.

L'absinthe, comme autrefois, titre entre 45° et 90°. En France, elle est produite notamment à Fougerolles (distillerie Peureux), à Pontarlier (distillerie Pierre Guy de Pontarlier), ville dont elle fit la richesse jusqu'à l'interdiction de 1915, à La Cluse-et-Mijoux (distillerie Les Fils d'Emile Pernod), à Saumur (distillerie Combier), à Rennes (distillerie Awen Nature) et à Vichy (distillerie Muse de France). Une des plus vieilles distilleries de France, la distillerie Cherry Rocher située en Isère, produit également sept absinthes différentes. Il existe aussi deux distilleries en Provence.
Elle est surtout de nouveau fabriquée au Val-de-Travers (région de Suisse romande) — berceau de l'absinthe — dans une douzaine de distilleries, ainsi qu'à Fenin au Val-de-Ruz (distillerie Larusée).

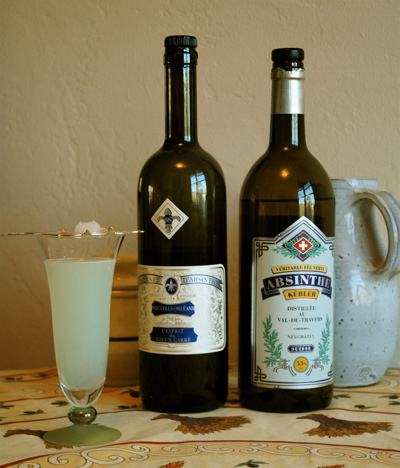
Deux absinthes : la Nouvelle-Orléans de Ted Breaux fabriquée à la distillerie Combier à Saumur et la suisse Kübler du Val-de-Travers.

Au Val-de-Travers, le village de Môtiers possède une longue tradition de l'absinthe ; en 2014, le canton de Neuchâtel y a inauguré la maison de l'absinthe.

## Rituel de préparation

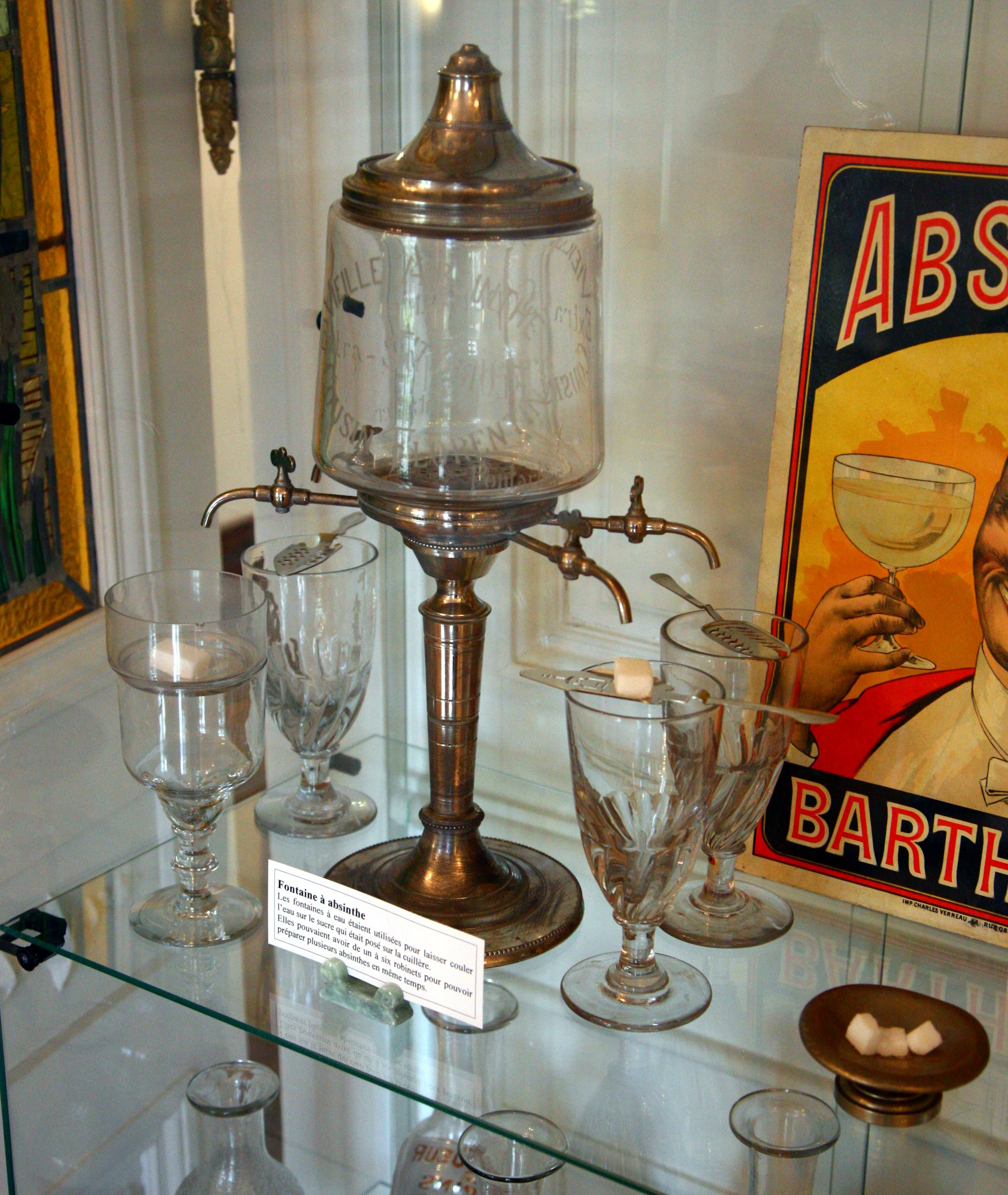
La fontaine à absinthe, placée sur le comptoir, était équipée de robinets qui laissaient couler l'eau fraîche sur les sucres. L'eau sucrée tombait goutte à goutte sur l'absinthe, ce qui entraînait la formation d'un louche (trouble du mélange en un blanc opalescent, avec une teinte de jaune verdâtre).

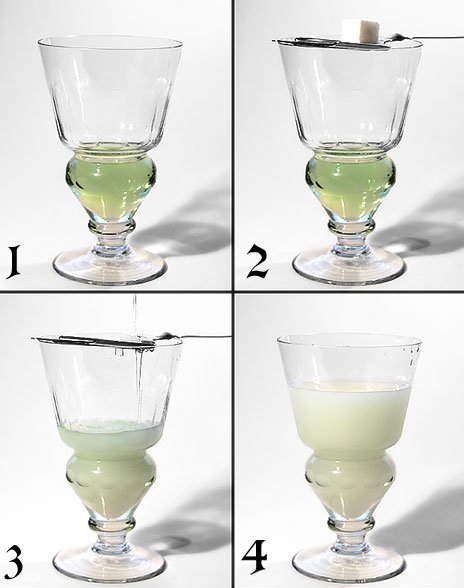
Rituel de l'absinthe, on notera le verre spécifique à dose avec sa boule creuse soufflée.

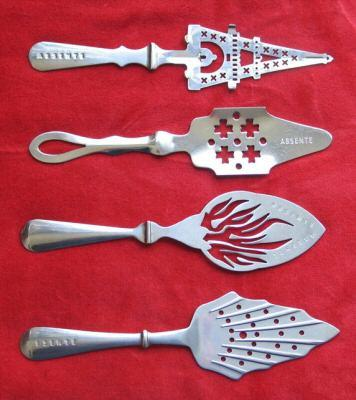
Pelles à absinthe.

La préparation de l'absinthe est qualifiée de rituel en raison des nombreux accessoires spécifiques nécessaires à son élaboration ainsi qu'à son aspect codifié.
L'absinthe pure est tout d'abord versée dans un verre spécifique sur lequel on place une cuillère (appelée pelle) à absinthe. On place ensuite sur la cuillère un demi-sucre ou un sucre sur lequel on verse de l'eau glacée au goutte à goutte. Comme le pastis, l'absinthe se dilue dans trois à cinq fois son volume d'eau. Au moment où le tout premier volume d'eau vient « troubler » la liqueur (voir effet Ouzo, les huiles essentielles dans l'absinthe étant solubles dans l'alcool et insolubles dans l'eau), une discrète émanation de couleur bleue peut être visible et a été à l'origine de la dénomination La Bleue, l'autre nom vernaculaire donné à l'absinthe. La manière de préparer l'absinthe joue un rôle capital dans son goût final en permettant aux arômes de plantes de se libérer et de prendre de l'ampleur face aux autres arômes.
Durant ce processus, les ingrédients non solubles dans l'eau (principalement ceux de l'anis vert ou étoilé, ainsi que le fenouil) forment des émulsions, ce qui trouble l'absinthe.
Avec l'accroissement de la popularité de la boisson au XIXe siècle, l'usage de la fontaine à absinthe se répandit. Cette fontaine particulière permet de verser l'eau au goutte à goutte sans avoir à le faire à la carafe, ainsi que de servir un grand nombre de verres à la fois.
Traditionnellement, le sucre ne se brûle pas. Ce n'est qu'en 1990 dans les discothèques tchèques qu'un rituel où le sucre brûlé est apparu, probablement pour attirer l'attention des clients sur cet apéritif.
Aujourd'hui, l'absinthe entre également dans la composition de nombreux cocktails (comme le Bacardi Recuerdo par exemple).

## Production en France

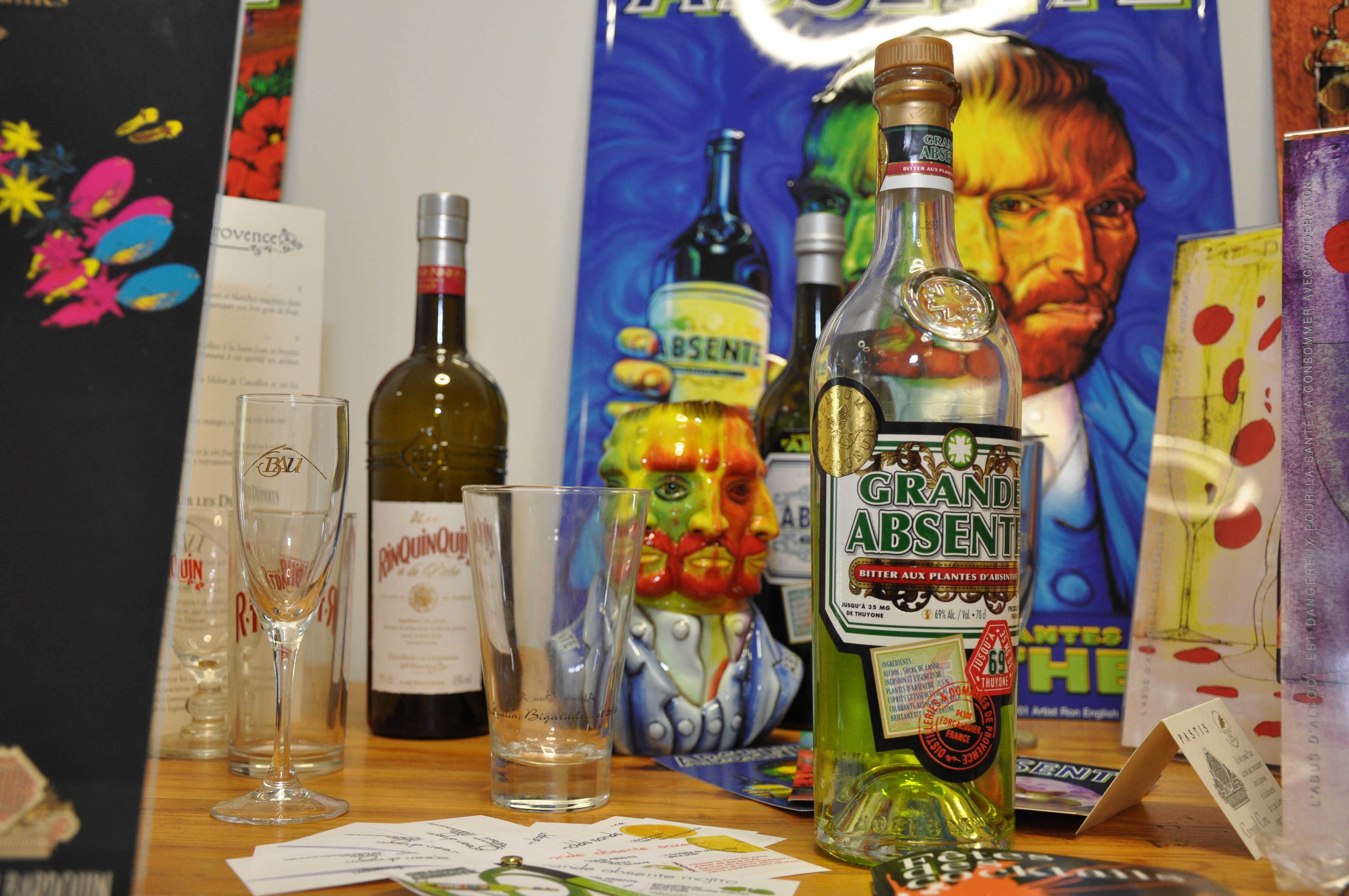
Absente, liqueur d'absinthe.

En 2001, François Guy, 4e génération de la Distillerie Pierre Guy de Pontarlier qui distillait avant l'interdiction, lance la première absinthe distillée et colorée naturellement, redonnant ainsi à l'absinthe de Pontarlier ses lettres de noblesse. Depuis 1921, la distillerie produit également de « l'absinthe sans absinthe », un anis distillé unique : le Pontarlier-Anis.

## Consommation en France
La consommation en France était :
| Année | Consommation(en hectolitres) |
| ----- | ---------------------------- |
| 1873  | 6 713                        |
| 1884  | 49 335                       |
| 1894  | 125 078                      |
| 1904  | 207 529                      |
| 1908  | 310 868                      |
| 1909  | 350 000 (estimation)         |

En 1908, la moyenne de la consommation par an et par habitant pouvait dépasser 2 litres.

## Production en Suisse
(novembre 2018).

### Distiller légalement
Depuis le 1er mars 2005, il est possible de distiller de l'absinthe en Suisse tout à fait légalement, soit chez un distillateur « à façon » — il en existe 400 en Suisse — soit en demandant une concession à la Régie fédérale des alcools, à Berne. Pour l'obtenir, il faut au moins distiller 500 litres d'alcool à 96 % en volume (par année), soit près de 950 litres d'absinthe à 53 % en volume. La concession n'est pas facilement accordée, à moins d'entrer dans une coopérative de distillateurs qui louent ensemble un local pour y installer leurs alambics. Les périodes de distillation sont annoncées à l'inspecteur régional de la Régie fédérale des alcools qui « déplombe » l'alambic et replace une cordelette avec un plomb quand la distillation est terminée.
Les achats d'alcool sont soumis à une taxe : environ 29 francs suisses[Quand ?] par litre d'alcool à 96 % en volume. Le distillateur doit remplir une « déclaration de distillation » dans laquelle il indique la quantité des matières premières (alcool), la quantité des spiritueux produits (absinthe), et la quantité des flegmes (produits de tête et de queue de distillation).

### Contrôle de l'absinthe
En Suisse, la personne qui distille et qui veut vendre son produit est soumise à l'autocontrôle. Elle doit faire déterminer par un laboratoire spécialisé (Laboratoire cantonal à Neuchâtel), le taux de thuyone, de fenchone et le pourcentage en volume. L'analyse coûte 350 francs suisses[Quand ?].
À cela, il faut ajouter une patente cantonale pour la vente du produit, qui coûte une centaine de francs, plus 2 % du chiffre d'affaires présumé. Pour vendre dans toute la Suisse, il faut débourser plus de 500 francs suisses (environ 460 euros)[Quand ?], si les quantités vendues hors du canton de production dépassent les 400 litres par année.
Cette dernière disposition a été annulée.
Précisions de la Régie fédérale des alcools, en Suisse :
L'autorisation fédérale de commerce de détail est annulée à partir du 1er juin 2008
L'autorisation fédérale pour le commerce de détail sera supprimée avec l'entrée en vigueur de la loi fédérale du 21 décembre 2007 sur la suppression et la simplification des procédures d'autorisation. Pour le commerce de détail hors des limites du canton, aucune autorisation fédérale ne sera désormais nécessaire. La patente pour le commerce de détail délivrée par le canton où le commerce a son siège suffira à l'avenir.
L'entrée en vigueur de cette modification a été fixée au 1er juin 2008.

### Production en hausse au Val-de-Travers
Avant la levée de l'interdiction, la production clandestine d'absinthe au Val-de-Travers était estimée à 35 000 litres par année.
En 2005, les producteurs — déclarés — d'absinthe en Suisse et surtout dans la région du Val-de-Travers auraient produit — selon Marc Gilliéron, de la Régie fédérale des alcools (voir Liens externes en fin d'article) sur les ondes de la Radio suisse romande le 4 janvier 2006 — quelque 61 000 litres d'absinthe pure (100 % en volume).
Cette quantité théorique d'absinthe a été vérifiée par les agents de la Confédération dans les distilleries de l'ensemble de la Suisse, en particulier au Val-de-Travers et au Val-de-Ruz où sont produits 90 % de l'absinthe « suisse ». Une fois réduite à la teneur alcoolique de mise sur le marché de l'absinthe (53 % en volume en général), cette quantité donne 115 000 flacons de 1 litre à 53 % en volume.

### Du pastis sans le savoir
La libéralisation de l'absinthe en Suisse a démontré que les distillateurs clandestins, au fil des décennies d'interdiction, s'étaient adaptés au goût du consommateur qui veut généralement une absinthe trouble (comme un pastis, qui n'est que macéré, rappelons-le), mais forte. Là où Pernod, de Couvet, puis à Pontarlier dès 1805, mettait 30 g à 50 g d'absinthe sèche et mondée par litre d'alcool pur, les distillateurs clandestins étaient descendus à 3-5 g par litre d'alcool. Souvent, l'absinthe séchée provient d'herboristeries qui l'achètent en vrac chez des producteurs la faisant pousser en plaine, parfois sous serre.
Avec la libéralisation de l'absinthe en Suisse, les champs d'absinthe refleurissent au Val-de-Travers. Paradoxalement, l'absinthe fabriquée légalement est en général beaucoup plus forte (et parfumée si on la coupe juste au début de sa floraison) que l'absinthe clandestine distillée à partir des plantes obtenues dans les herboristeries. Au point que des absinthes clandestines qui n'affichent que 3-5 mg de thuyone par litre, sont largement dépassées par des absinthes légales, avec des herbes du Val-de-Travers, dont les taux montent jusqu'à 20-25 mg de thuyone par litre d'absinthe (taux maximal légal : 35 mg/L).

## Production au Canada
En 2012, la Distillerie Fils Du Roy de Paquetville au Nouveau-Brunswick produit une absinthe issue de la distillation de plantes produites dans les jardins mêmes de la distillerie sous le nom de « La courailleuse ». C'est en 2015 qu'une deuxième Distillerie Fils du Roy s'implante à Saint-Arsène au Québec. En 2016, la deuxième distillerie produit leur première absinthe.

## Recettes
L'absinthe était jadis produite par distillation ou mélange d'essences (esprit d'absinthe), plus rarement par simple macération (teinture ou élixir d'absinthe).
Les absinthes distillées sont produites par une macération des plantes dans l'alcool suivie d'une distillation. Cette méthode de fabrication de l'absinthe est la plus traditionnelle. Elle permet la production d'absinthes à la fois très aromatiques et peu amères.
La technique par mélange d'essences est une technique semi-industrielle qui repose sur une macération et une distillation séparée de chaque plante composant l'absinthe.
Aujourd'hui, la majorité des absinthes sont réalisées par mélange d'essences. De nombreuses absinthes de qualité supérieure sont produites par distillation. On trouve plus fréquemment qu'à la Belle-Époque des absinthes amères simplement macérées puis filtrées, avec ou sans adjonction de sucre.
Le développement de cette technique s'est fait sous l'influence du mode de production d'autres élixirs de plantes comme le pastis, ou le génépi (déjà dit « absinthe des Alpes » par Duplais en 1855).
La prohibition de l'absinthe et l'interdiction de la distillation personnelle ont favorisé la recherche de recettes adaptées à ce mode de fabrication. Peu traditionnelles, les absinthes macérées sont interdites par l'Interprofession de l'absinthe du Val-de-Travers/Suisse. Dans ce pays la macération semble n'être ainsi le fait que de liquoristes clandestins qui ne possèdent pas d'alambic. Ce n'est pas le cas dans d'autres pays, comme la France, où des absinthes macérées originales et de qualité sont aujourd'hui couramment produites et commercialisées.
L'arôme d'un distillat et d'une macération d'absinthe sont très différents. La simple macération tend à produire des absinthes plus amères et plus herbacées que la distillation. Contrairement aux affirmations selon lesquelles la simple macération ne serait pas un procédé de fabrication historique, le manuel Roret de 1888 propose une recette de « quintessence d'absinthe » par simple macération.
Les six plantes de base d'une absinthe sont la grande absinthe et la petite absinthe, l'anis vert, le fenouil, la mélisse et l'hysope.
Selon les recettes, d'autres plantes peuvent compléter la recette comme l'angélique, la coriandre, la véronique, le calamus, la menthe... Soit dans le processus de macération (avant distillation), soit dans le processus de coloration (après distillation).

### Par distillation
Recette d'un fabricant d'alambics à Môtiers, au Val-de-Travers, aujourd'hui décédé :
- Mettre dans l'alambic, 15 litres d'alcool pur à 95°, 25 litres d'eau et ajouter la blanquette de la cuite précédente (1 litre environ). 3 poignées de grande et 1 poignée de petite absinthe, 2 kg d'anis, 1 kg de fenouil, 1 poignée d'hysope, 1 poignée de mélisse, 1 poignée de menthe.
- Au début de la cuite, on sent très fort l'alcool ; à la fin les odeurs se diversifient. À ce moment-là, il faut être attentif et goûter à tout moment la blanquette  qui coule blanche parce que l'alcool diminue rapidement. Sitôt que le goût risque de tourner au cachou, il faut retirer le récipient mais continuer de distiller et de récolter tout l'alcool qui reste, parce que ces arrière-goûts sont nécessaires à la prochaine cuite donnant à l'absinthe un bouquet complet, harmonieux et velouté.
- La qualité de l'absinthe dépend beaucoup de la blanquette, si on la laisse trop couler, l'absinthe aura un goût de cachou. Si on en ajoute trop peu lors de la prochaine cuite, l'absinthe sera fade et insipide.
- L'eau que l'on ajoute à l'alcool avant la distillation joue un rôle primordial, c'est elle qui relève le parfum des plantes. C'est pourquoi il faut bien en mesurer la quantité.
- Pour colorer l'absinthe de manière naturelle, laisser couler l'absinthe au sortir de l'alambic dans une bonbonne qui contient des plantes de petite absinthe, de mélisse et d'hysope.

### Par dissolution d'essence
- Absinthe ordinaire :
  - Essence de grande absinthe 30 g, essence de badiane 60 g, essence de fenouil doux 10 g, 62 litres d'alcool à 85°, 38 litres d'eau produisent 100 litres d'absinthe à 53°.
- Absinthe demi-fine :
  - Essence de grande absinthe 30 g, essence de petite absinthe 10 g, essence de menthe poivrée 5 g, essence d'hysope 2 g, essence d'angélique 2 g, essence d'anis 60 g, essence de badiane 30 g, essence de coriandre 2 g, essence de fenouil doux 15 g, 62 litres  d'alcool à 85°, 38 litres d'eau produisent 100 litres d'absinthe à 53°.

### Par macération

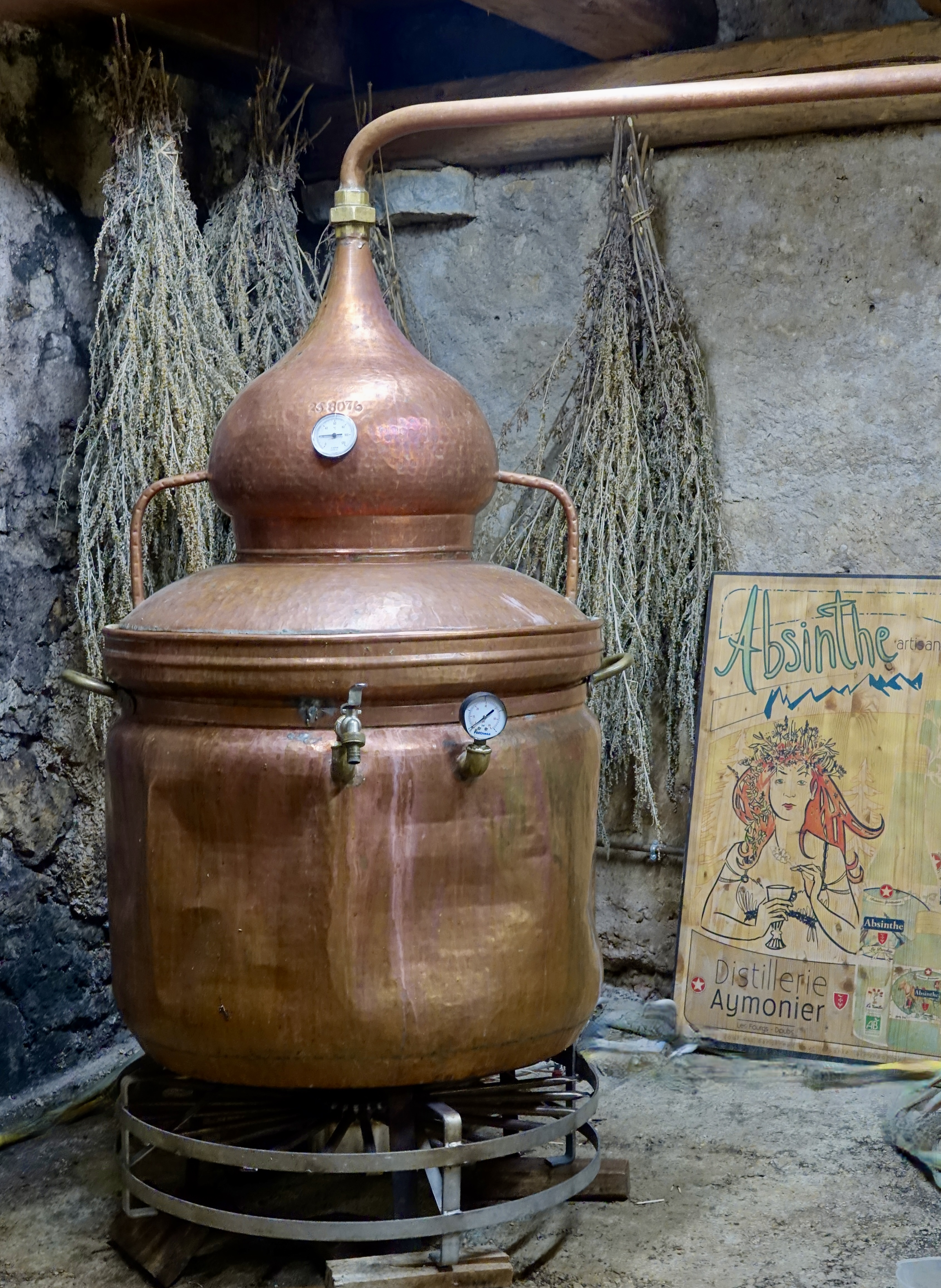
Alambic pour la fabrication artisanale de l'absinthe par macération. On voit les plantes d'absinthe utilisées pour la macération sécher derrière l'alambic, pendues contre le mur.

- Quintessence d'absinthe (recette du manuel Roret de 1888) :
  - 1 litre d'alcool à 60°, 62 g de grande absinthe (sèche), 62 g d'absinthe pontique, 8 g de girofle, 31 g de sucre. Faire macérer puis filtrer.
- Élixir d'absinthe :
  - 1 litre d'alcool à 90 % non dénaturé ou d'alcool neutre plus faible, 30 g de badiane, 20 g d'absinthe. On ajoute couramment de l'hysope et de la mélisse. Il est également possible d'ajouter de nombreuses plantes et épices supplémentaires (angélique, coriandre, fenouil etc.). L'arôme diffère selon que les plantes employées sont sèches ou fraiches. Diluer l'alcool à l'eau de source si nécessaire afin d'obtenir un pourcentage d'alcool correct (entre 40 % et 80 %). Faire macérer les plantes dans l'alcool puis filtrer. Les plantes peuvent macérer de 48 h à 2 mois. Attention l'absinthe ne doit pas macérer trop longtemps (environ 48 h) sous peine de rendre la préparation trop amère. Pour accentuer la coloration ajouter du cresson durant 24h puis filtrer à nouveau.
- Pastis à l'élixir d'absinthe :
  - Mélanger à volume égal le pastis et l'élixir d'absinthe obtenu par macération. Laisser décanter jusqu'à disparition du trouble.
- Pastis à la plante d'absinthe :
  - Faire macérer 10 g d'absinthe dans un litre de pastis durant 48 h, filtrer.

## Thuyone
La thuyone est un excitant. Une absinthe légale avec 20-25 mg de thuyone est déjà considérée excitante si l'on dépasse les usages indiqués pour un apéritif au Val-de-Travers, à savoir une ou deux absinthes bien tassées avec de l'eau glacée, et ensuite une « rincette », c'est-à-dire une absinthe légère avec beaucoup d'eau. Le nom de « Rincette » fut utilisé par la distillerie Kübler, de Môtiers/Val-de-Travers/Suisse, pour distiller une boisson apparentée à l'absinthe, du temps où celle-ci était encore interdite (avant le 1er mars 2005 en Suisse). La « Rincette » est encore distillée de nos jours, elle titre à 45 % en volume[à recycler].
La thuyone entraîne des risques importants de convulsions mais il n'a pas pu être déterminé que l'absinthe favoriserait les crises d'épilepsie. Les études contemporaines pour déterminer les effets de la thuyone sur le comportement (et aussi celles de la Rutgers University) montrent qu'il faudrait ingérer plusieurs litres d'absinthe pour parvenir à une dose toxique de thuyone. Les effets toxiques seraient alors bien sûr masqués par les effets toxiques de l'alcool seul. De même, le méthanol n'est toléré qu'à très faible dose du fait de ses effets neurotoxiques importants.
Il est également probable[réf. nécessaire] que les effets ressentis par certaines personnes soient dus à d'autres composants que la thuyone seule.

## Fenchone
La France, par le décret du 2 novembre 1988, autorisait à nouveau l'absinthe mais limitait la fenchone (une des molécules importantes de l'huile essentielle de fenouil) dont le taux ne devait pas dépasser 5 mg/L. En revanche, le taux de fenchone n'a jamais été limité en Suisse.
Certaines absinthes du Val-de-Travers, dites « suisses » au XIXe siècle, ne pouvaient pas être vendues en France pour cette raison : les graines de fenouil utilisées en Suisse contiennent beaucoup plus de fenchone que le fenouil du sud de la France, avec lesquelles sont produites les absinthes françaises. Il peut s'agir de « cultivars », sortes de fenouils sélectionnés pour leur faible taux en fenchone. Mais il est plus vraisemblable que les distillateurs français utilisent 4 à 5 fois moins de fenouil dans leurs absinthes que les Suisses et autres producteurs d'absinthe en Europe.
Un décret français du 11 mars 2010 a totalement annulé cette limitation, mettant les distillateurs suisses et français sur un pied d'égalité.

## Produits dérivés
Avec la libéralisation de l'absinthe une multitude d'artisans et d'industries ont commencé à utiliser cet alcool ou cette plante dans leurs produits. Entre autres :
- Chocolats : Chocolat Douceur des Fées (Fleurier), Larmes d'Absinthe (Chocolats Villars)
- Pâtisseries : Macarons (Arnaud Lahrer)
- Charcuteries : Saucissons, saucisses sèche et terrines (Boucherie Bohren, Couvet), terrine à l’absinthe Larusée verte (Les Frères Alcala, Vaumarcus)
- Boissons : Bière aromatisée (Jenlain), Biscuits, liqueur à base de miel (Au gré des Saveurs, la Chaux-de-Fonds)
- Divers : Cosmétiques, crème glacée, thé, infusion, etc.

## Affiches
Les affiches historiques datant d'avant l'interdiction sont de véritables œuvres d'art, souvent signées par de grands dessinateurs.

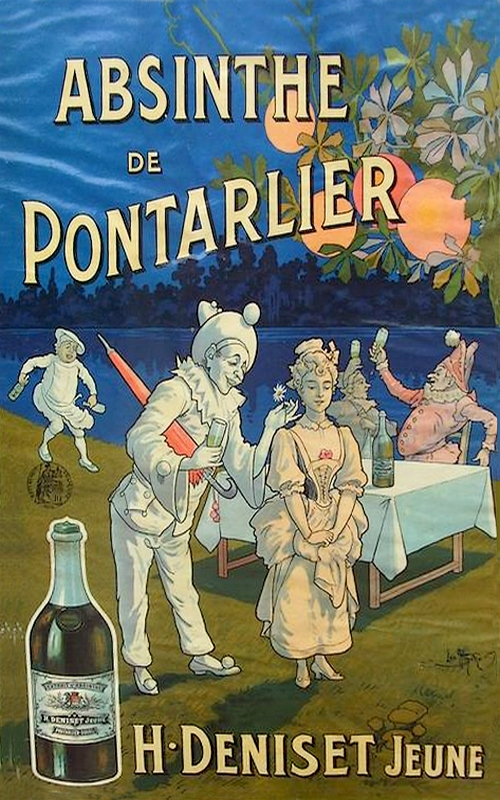
Absinthe de Pontarlier, par Marcellin Auzolle.
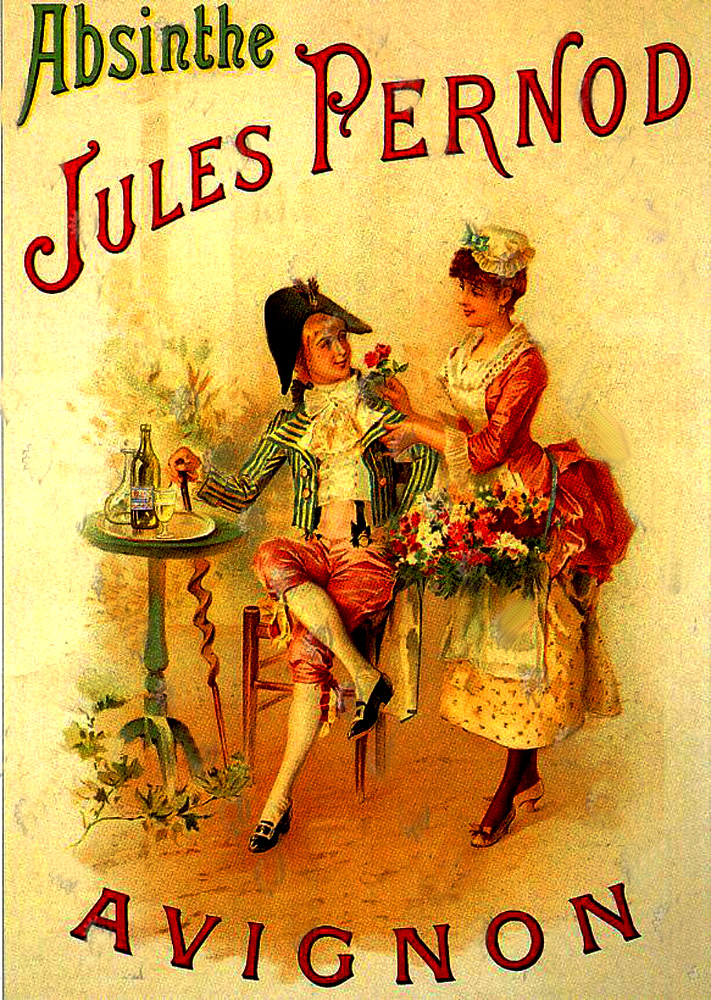
Absinthe Jules Pernod.
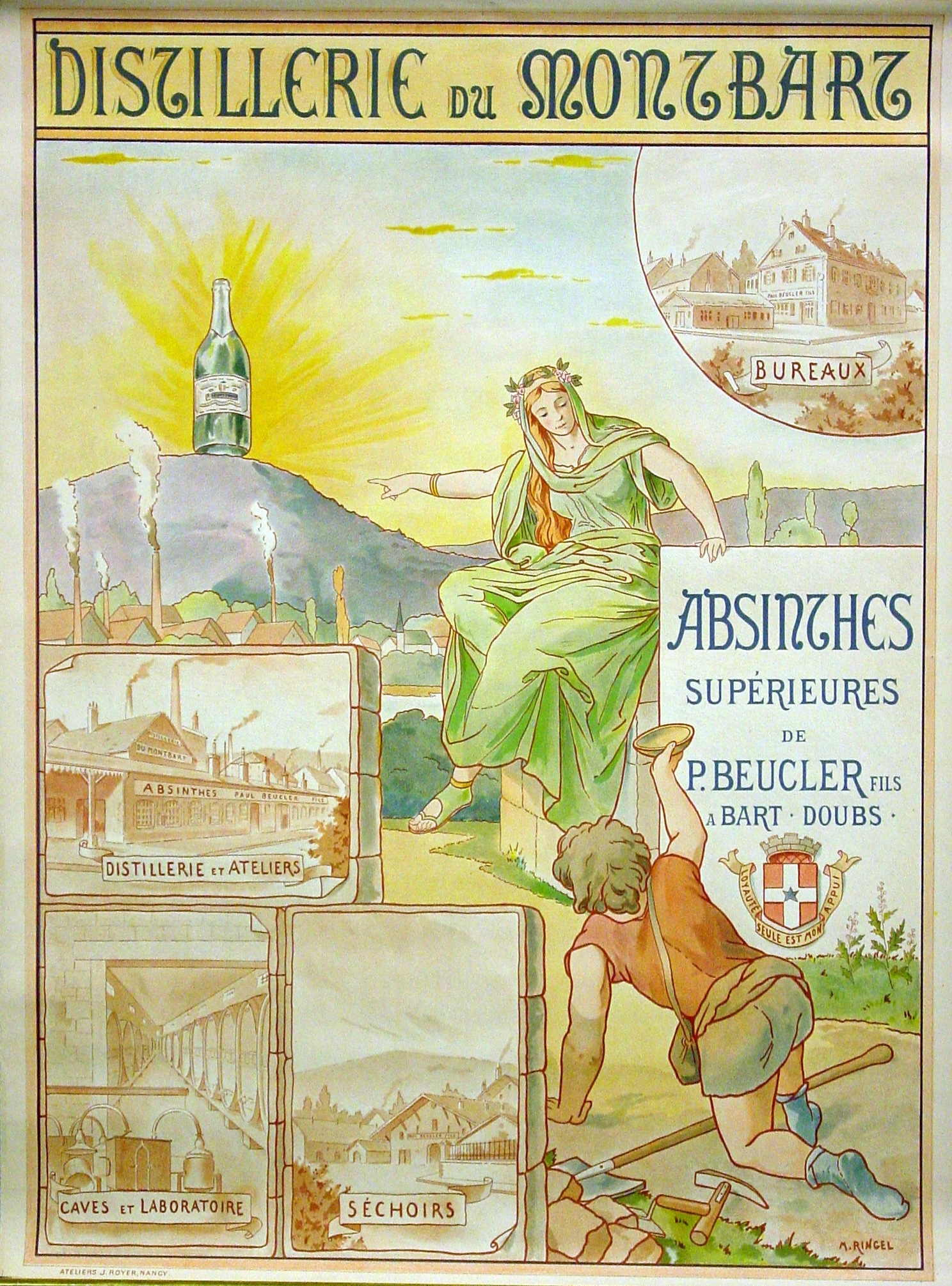
Absinthe Paul Beucler par M. Ringel. Distillerie du Mont-Bart, Bart 25 Doubs.
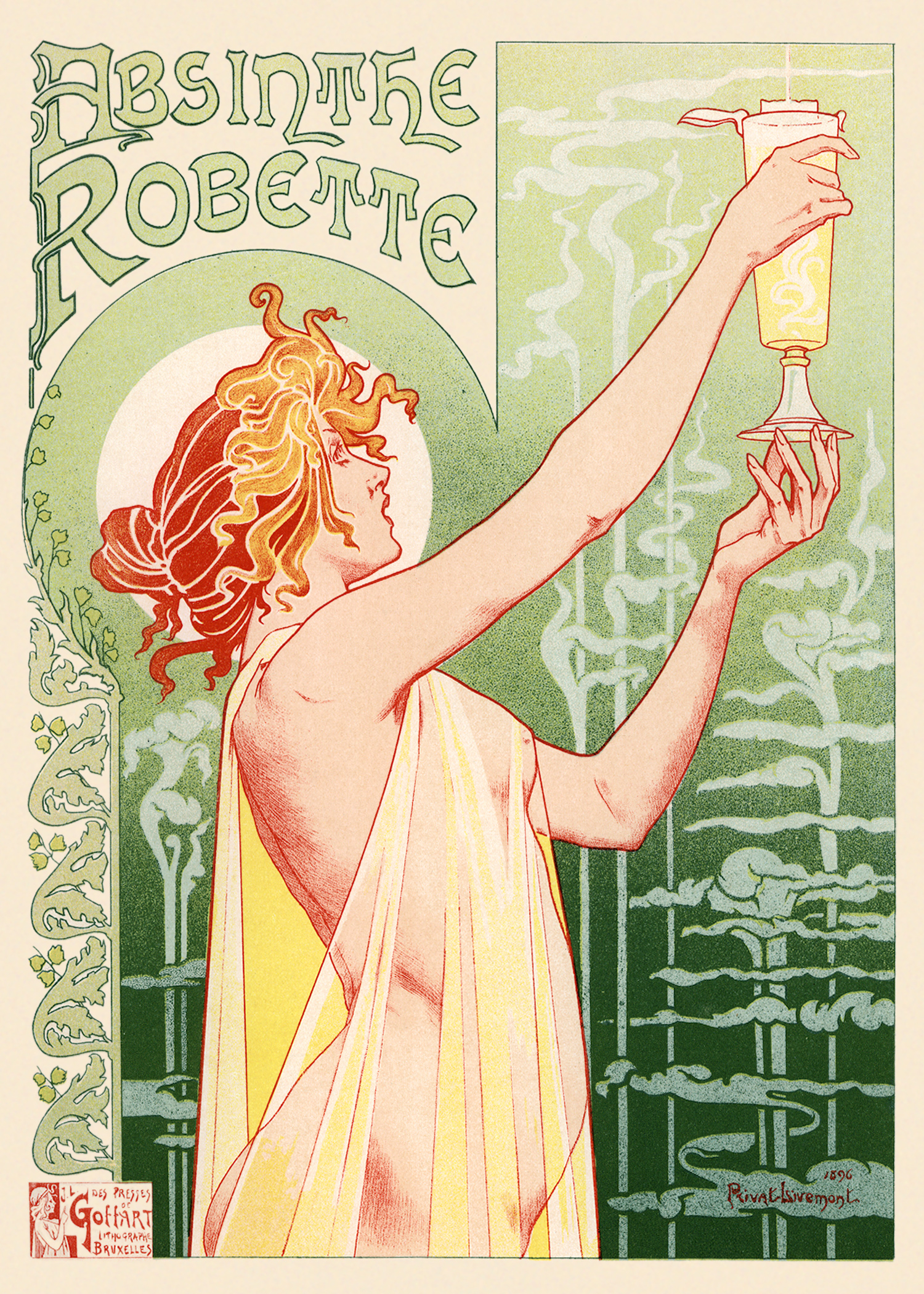
Absinthe Robette par Henri Privat-Livemont.
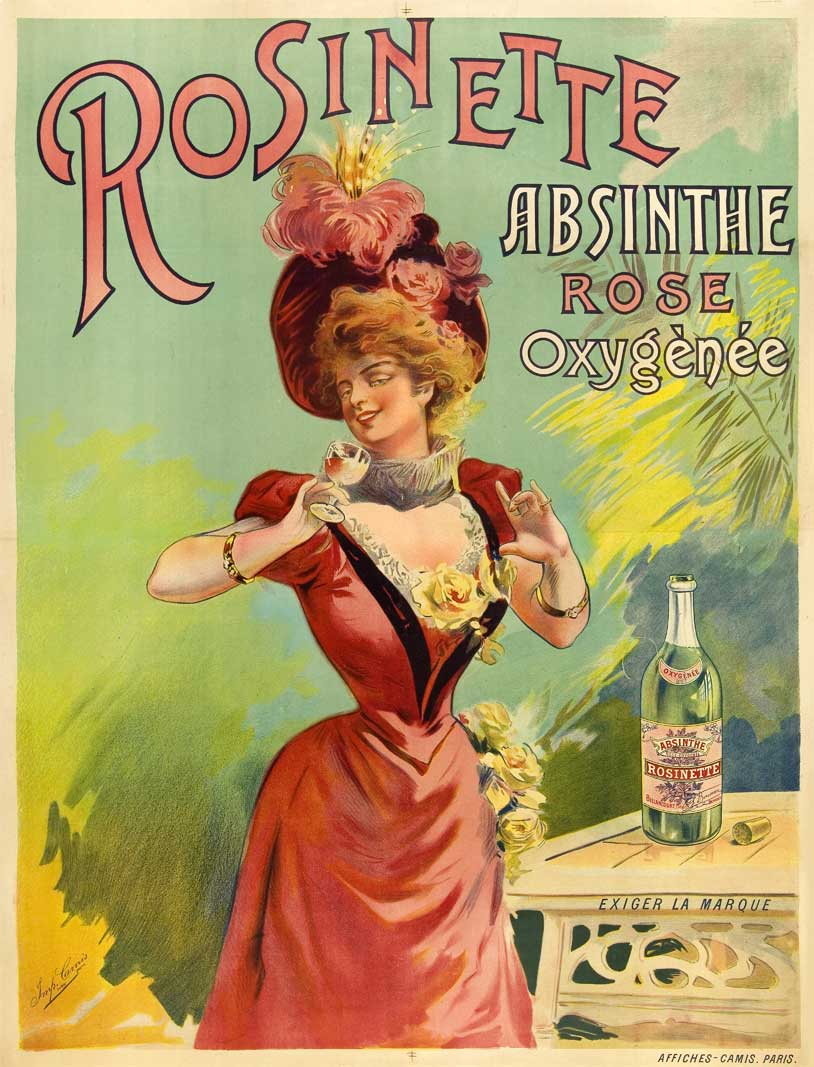
Absinthe Rosinette.

## Dans les arts

### Peinture
- Le Buveur d'absinthe est le titre d'un tableau de Édouard Manet peint entre 1859 et 1872, Ny Carlsberg Glyptothek.
- L'Absinthe est le titre d'un tableau d'Edgar Degas peint en 1874, Musée d'Orsay.
- La Buveuse d'absinthe de Félicien Rops est une aquarelle de 1876, Bibliothèque Royale, Bruxelles.
- L'Absinthe de Vincent van Gogh est une huile sur toile de 1887, Musée Van Gogh, Amsterdam.
- Le buveur d'absinthe est une huile sur toile de Gustave Bourgain exposée au Salon de 1881, Les Pêcheries, Musée de Fécamp.
- Portrait d'Ángel Fernández de Soto (Le Buveur d'absinthe), est un tableau de la période bleue de Pablo Picasso réalisé en 1903.
- L'Absinthe ou Portrait du poète Cornuti est une aquarelle de Pablo Picasso, de 1903, Collection particulière, Paris.
- Madeleine au moulin de la galette de Ramon Casas est une huile sur toile de 1892, buveuse d'absinthe dans une ginguette de Montmartre, Paris.
- Jihel de son vrai nom Jacques Lardie auteur de nombreuses planches ayant trait aux artistes et l'absinthe dans une série intitulée Nos absintheurs traduites en cartes postales satiriques. Également une série de cartes postales sur le rassemblement annuel de Pontarlier (13 dessins connus).
- Ciment de l'histoire pour des cartes satiriques sur le peintre Delacroix et l'absinthe.

L'Absinthe dans la peinture
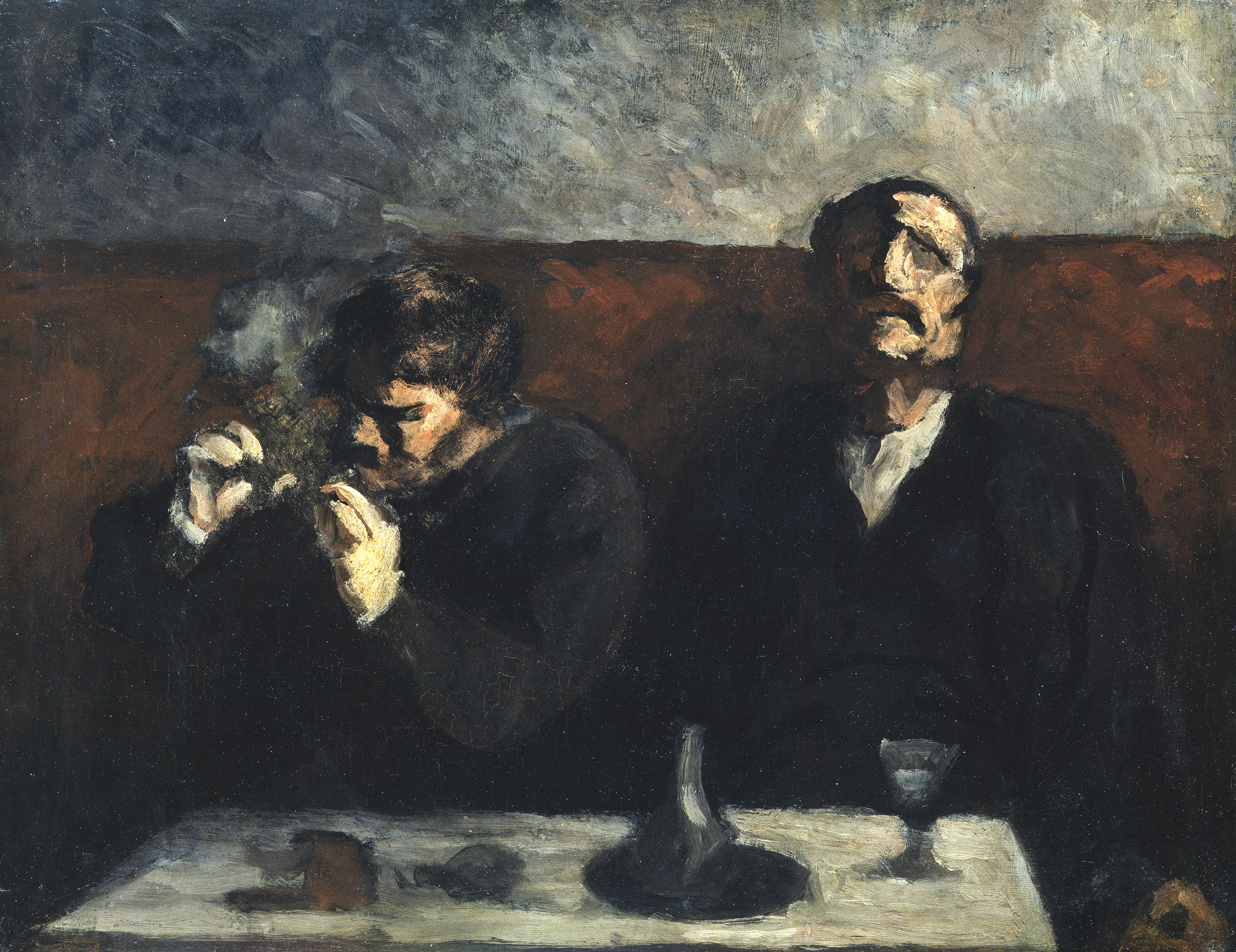
Fumeur et buveur d'absinthe, 1856–1860 Honoré Daumier Fondation et Collection Emil G. Bührle.
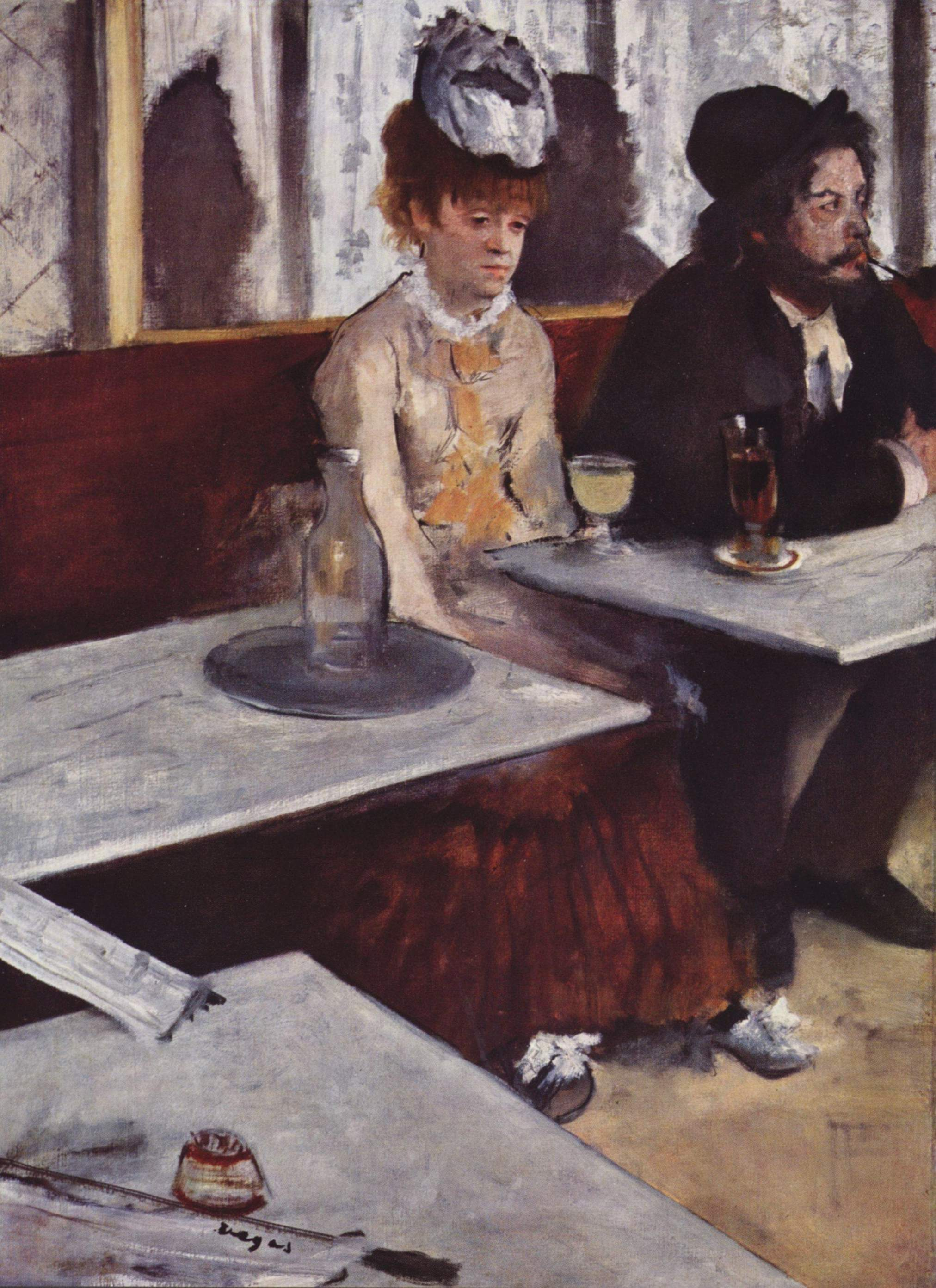
L'Absinthe, 1876 Edgar Degas Musée d'Orsay.
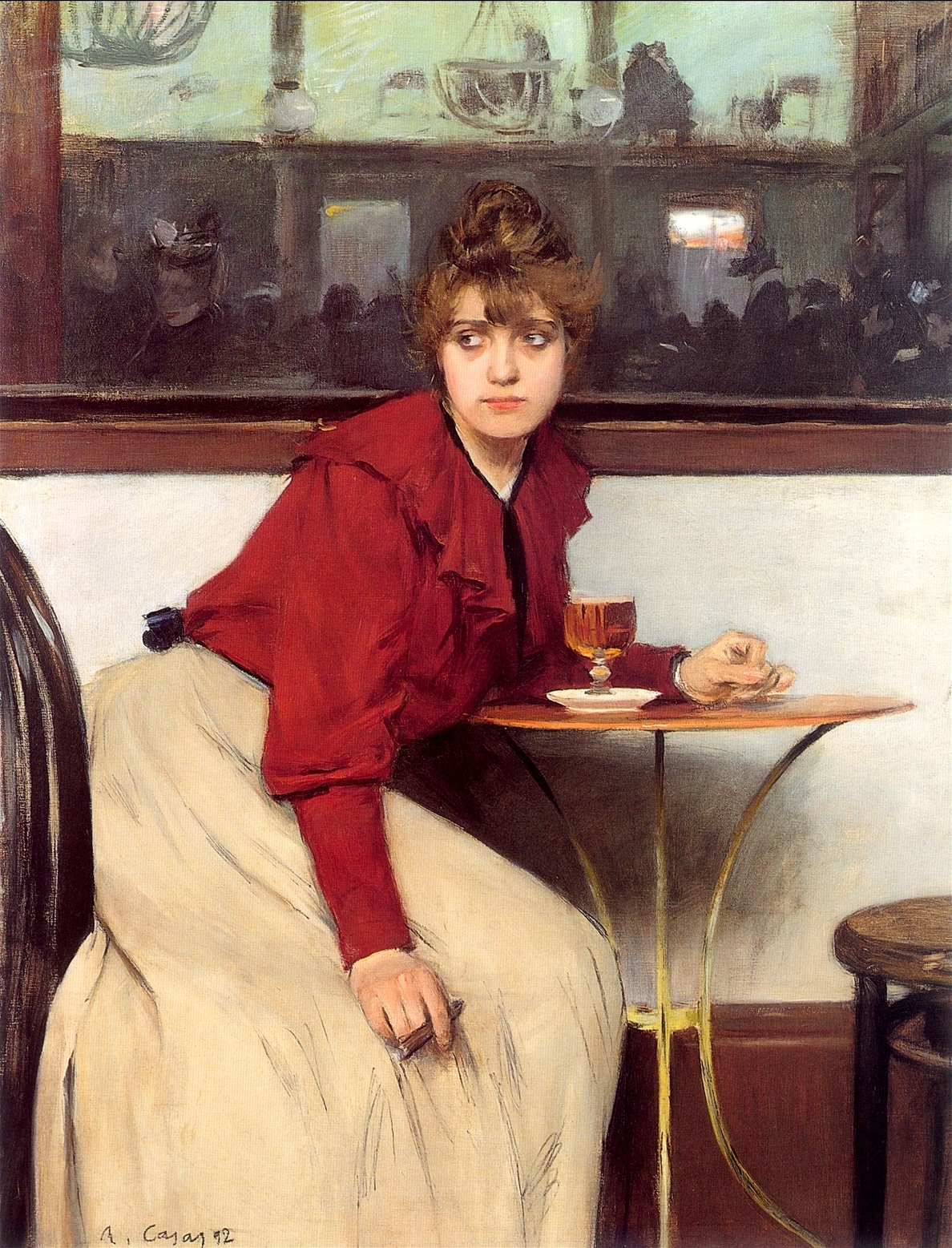
Madeleine au Moulin de la Galette, 1892 Ramon Casas Musée de Montserrat.

### Sculpture
- Le Verre d'Absinthe par Pablo Picasso, dont il réalise six exemplaires différents à Paris durant le printemps 1914, dont l'un est aujourd'hui conservé au MoMA à New York, et un autre au Centre Pompidou à Paris.

### Littérature
L'absinthe, son rituel, sa socialité, l'addiction à l'absinthe ont fourni un motif littéraire largement exploité :
- Octave Féré et Jules Cauvain, Les buveurs d'absinthe, Paris, Librairie centrale, 1865 (lire en ligne).
- Edmond et Jules de Goncourt, Sœur Philomène, Librairie Nouvelle Bourdilliat & Cie, Paris, 1861.
- Edmond et Jules de Goncourt, Germinie Lacerteux, Gervais Charpentier, Paris, 1865.
- Émile Zola, Madeleine Férat, Paris, A. Lacroix, Verboeckhoven & Cie, 1868.
- Émile Zola, L'Assommoir, publié en feuilleton dans Le Bien public (Yves Guyot) et dans La République des Lettres (Catulle Mendès) en 1876, puis chez Georges Charpentier, Paris, 1877.
- Dans Pour qui sonne le glas d'Ernest Hemingway, 1940, le personnage principal Robert Jordan boit de l'absinthe.
- Ernest Hemingway évoque également l'absinthe dans L'Étrange Contrée (The Strange Country), nouvelle écrite vers 1950 et dans Le Jardin d'Eden (The Garden of Eden), dont l'action se déroule en France et en Espagne vers 1927.
- Marcel Pagnol (souvenirs d'enfance), "Enfants, pour le poète il faudra sans retard, de l'absinthe aux yeux verts préparer le nectar".

Le nom de l'absinthe a pu servir aussi à l'occasion de nom de couleur, avec une évocation implicite du charme toxique de la liqueur : « Le peintre Poubarbeau développait au sculpteur Boncrévant sa théorie des couleurs, qui mettait celle de l'absinthe en première ligne comme charme des yeux. » (Féré et Cauvain 1865, p. 150) ; « Les gens qui ont l'air de savoir quelque chose appellent ça des bombes au calcium. C'est vert, absinthe exactement. » (André Malraux, L'Espoir).

### Chanson
- Glen Mc Donough, Frappé d'absinthe (1904, in It Happened in Nordland), comédie musicale (musique de  Victor Herbert). Chanson interprétée par  Harry Davenport.
- Le groupe Naked City a publié en 1993 un album nommé Absinthe.
- Le chanteur Mayer Hawthorne dans son titre Green Eyed Love associe les effets de l'absinthe aux vertiges de l'amour.
- La chanson La Fée Verte (The Green Fairy) du quatrième} album Velociraptor! du groupe anglais Kasabian fait référence à cette boisson[49].
- Barbara chante l'Absinthe (1972).
- Damien Saez chante Dans le bleu de l'absinthe dans l'album Debbie.
- Un groupe de musique se nomme Absynthe Minded.
- Stanislas chante L'Absinthe pour l'Absent  dans l'album L'Équilibre Instable, sorti en 2009.
- Fée Verte, chanson de l'artiste franc-comtois Billy Fumey présente dans l'album UTINAM, sorti en 2012.
- Absinth with Faust est une chanson de Cradle of Filth dans l'album Nymphetamine.
- Le groupe Ghost évoque l'absinthe dans la chanson Spirit de l'album Meliora.
- Nine Inch Nails, avec son titre "The Perfect Drug" et son clip vidéo faisant clairement référence à L'absinthe.
- Seth Gueko évoque l'absinthe dans la chanson Val d'oseil en 2015.
- Eddy de Pretto : « J'ai même bu à outrance toute l'absinthe de tes potes », dans la chanson Fête de trop, sortie en 2017.
- Lomepal : "cinq verres d'absinthe", dans la chanson Montfermeil, sortie en 2019.

### Poésie
- Marie Corelli, Je suis la fée verte, dans le roman Wormwood, un drame de Paris, 1890.
- Charles Cros, Lendemain, 1873.
- Ernest Dowson, Absinthia Taetra, 1897.
- Le poème Ode à l'absinthe (trouvé vers 1906) est attribué à Alfred de Musset.
- Daniel Fallstrom, Absinthe, 1903.
- Gustave Kahn, Absinthe, mère des bonheurs..., La revue moderne et naturaliste, 1879.
- Raoul Ponchon, L'Absinthe et le Cobaye, Five o'clock Absinthe (1920, in La Muse au cabaret. Ce poème, écrit en français, a ensuite été traduit en anglais), L'Absinthe du mort, La Mort de Pelloquet (1906), Sonnet de l'Absinthe (1886, in Le Courrier Français).
- August Strindberg, Coucher de soleil sur l'océan (1873), L'Été indien (1883).
- Octave Féré et Jules Cauvain, La Chanson de l'Absinthe dans le roman Les buveurs d'absinthe, 1864.
- Antoni Deschamps, Adversus Absynthium (À l'encontre de l'absinthe), 1847.

### Cinéma
- Dans le film Rimbaud Verlaine, Verlaine boit très souvent des verres d'absinthes distillées.
- Dans le film French Cancan, on peut voir le personnage de Jean Gabin boire une absinthe.
- Dans Dracula (1992) de Francis Ford Coppola : Dracula (Gary Oldman) sert un verre d'absinthe à Mina (Winona Ryder) et y trempe un sucre. Il parle de Fée verte.
- Dans le film Moulin Rouge (2001) : l'absinthe est la boisson favorite des acteurs de « Spectacular ! Spectacular ! ». Ewan McGregor en boit à plusieurs reprises. La Fée verte, interprétée par Kylie Minogue, représente l'absinthe.
- Dans le film From Hell (2001) : Johnny Depp dans le rôle de l'inspecteur visionnaire, boit l'absinthe mélangée à du laudanum.
- Dans le film Van Helsing (2004) : Quand le chasseur de monstres Gabriel Van Helsing et la princesse Anna se réfugient sous le vieux moulin, ils trouvent des caisses d'absinthe dont ils boivent une bouteille, mais toutefois ils ne la distillent pas.

### Télévision
- Dans la série télévisée R.I.S Police scientifique, saison 5 épisodes 1 et 2 (Mise à l'épreuve, partie 1 et 2) : Virgile Jaugaret meurt à cause de ses recherches sur l'absinthe après avoir découvert l'absinthe « véritable ».
- Dans la série télévisée Highlander, saison 1 épisode 14 : Duncan McLeod combat un immortel assassin ayant un penchant très prononcé pour l'absinthe, considérée par un des personnages secondaires de l'épisode comme une boisson « rendant fou ». L'absinthe sert de fil conducteur durant tout l'épisode, amenant notamment à une distillerie clandestine permettant à McLeod de localiser son adversaire.
- Dans l'émission télévisée Quelle aventure ! sur la Belle Époque, Fred rencontre Toulouse-Lautrec qui lui explique ce qu'est l'absinthe.
- Dans l'épisode « Demi-monde » (saison 1, épisode 4) de la série Penny Dreadful, Dorian prépare une absinthe à l'aide d'une « fontaine à absinthe ».
- Dans la série American Horror story (saison 5 épisode 4  )le propriétaire de l'hôtel sert un verre d'absinthe à ses invités à l'occasion d'Halloween.
- Dans la série animé BoJack Horseman (saison 1 épisode 6) BoJack veut oublier ses problèmes et demande au barman de lui servir un alcool fort. Le barman ui propose d'abord du cyanure, qu'il refuse (boisson jugé trop forte) ; puis de la Vodka (jugée "boisson des adolescents") ; pour qu'enfin il accepte de boire de l'absinthe.
- Dans la série animée The Midnight Gospel, le président parle des substances et ses utilisations "bonnes ou mauvaises", d'où dit-il « Pour quelqu'un qui fait la fête, qui boit de l'absinthe puis qui doit conduire après pour rentrer : mauvaise idée ».

### Jeux vidéo
- Dans le jeu d'aventure Les Chevaliers de Baphomet un ex-gendarme, assis à la terrasse du café de Montfaucon, boit en cachette de l'absinthe dans une flasque. Après lui avoir volé sa flasque, l'absinthe est utilisée pour plonger un client d'une galerie d'art dans un coma éthylique.